# Llista de peixos de la mar Mediterrània

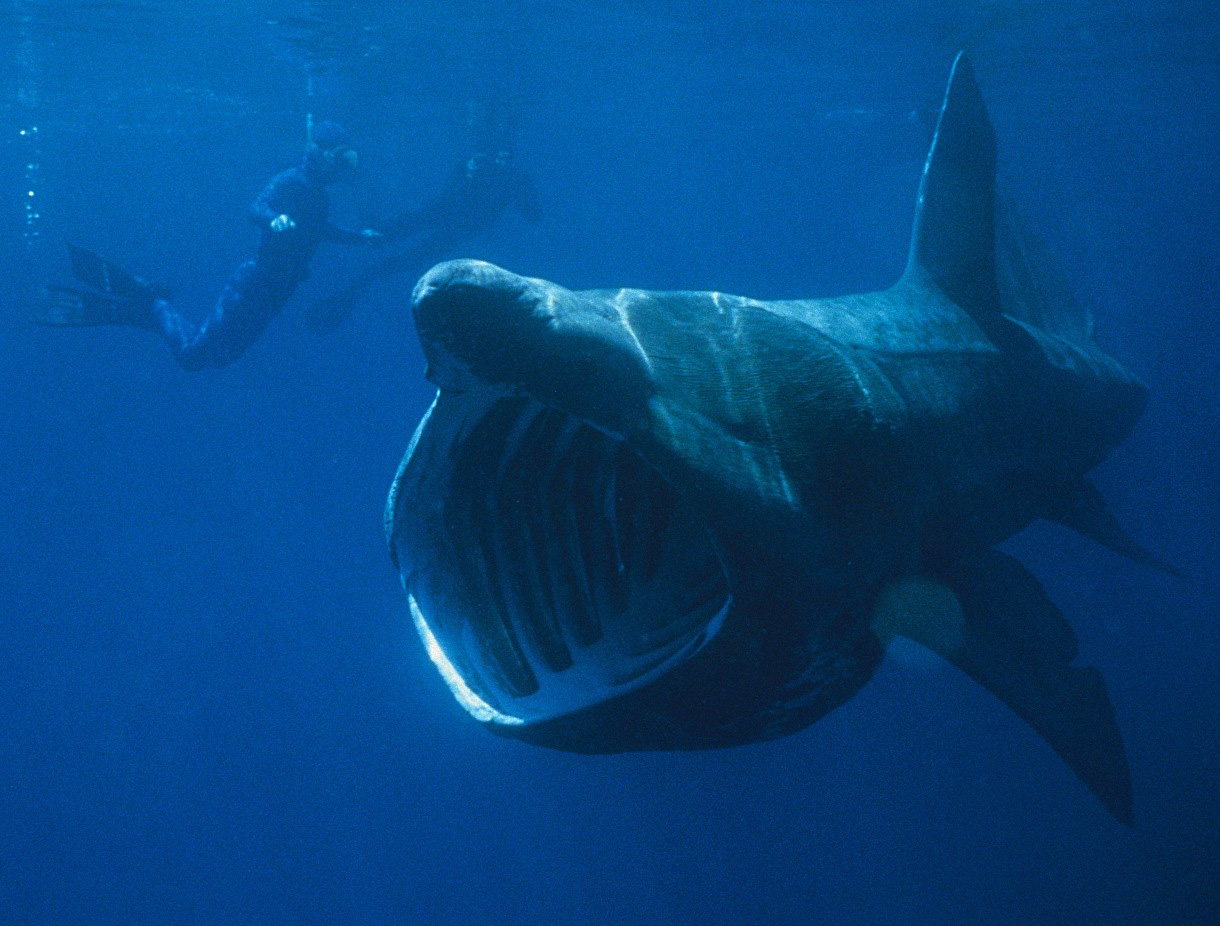
Pelegrí (Cetorhinus maximus)

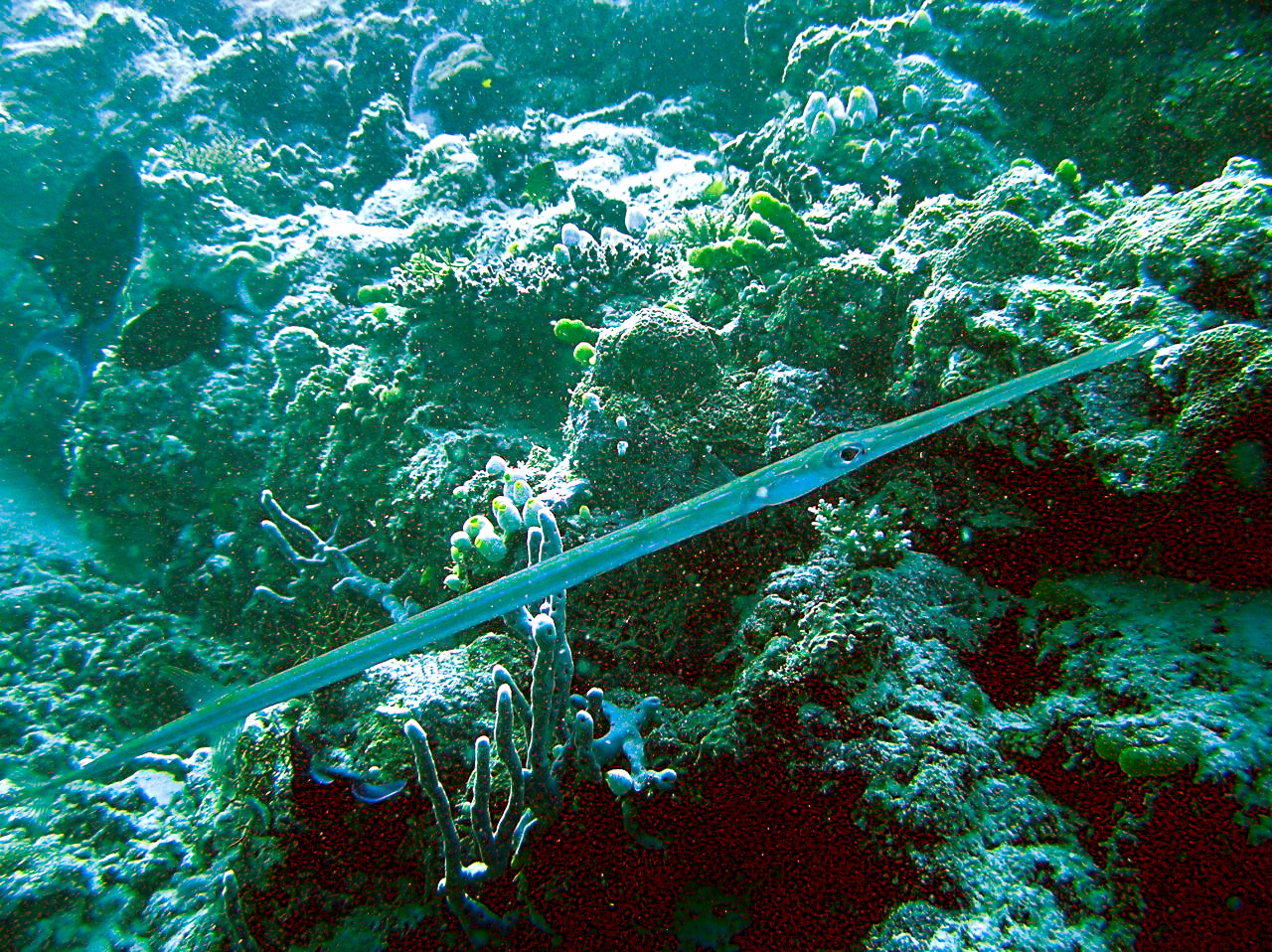
Fistularia commersonii

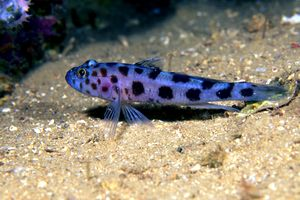
Thorogobius ephippiatus

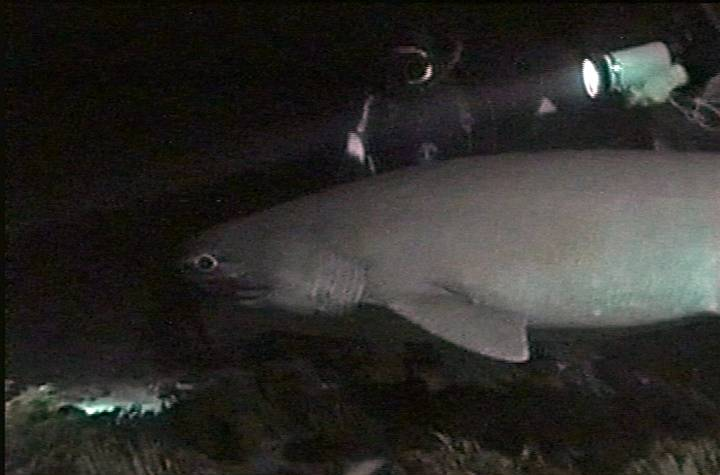
Boca dolça (Hexanchus griseus)

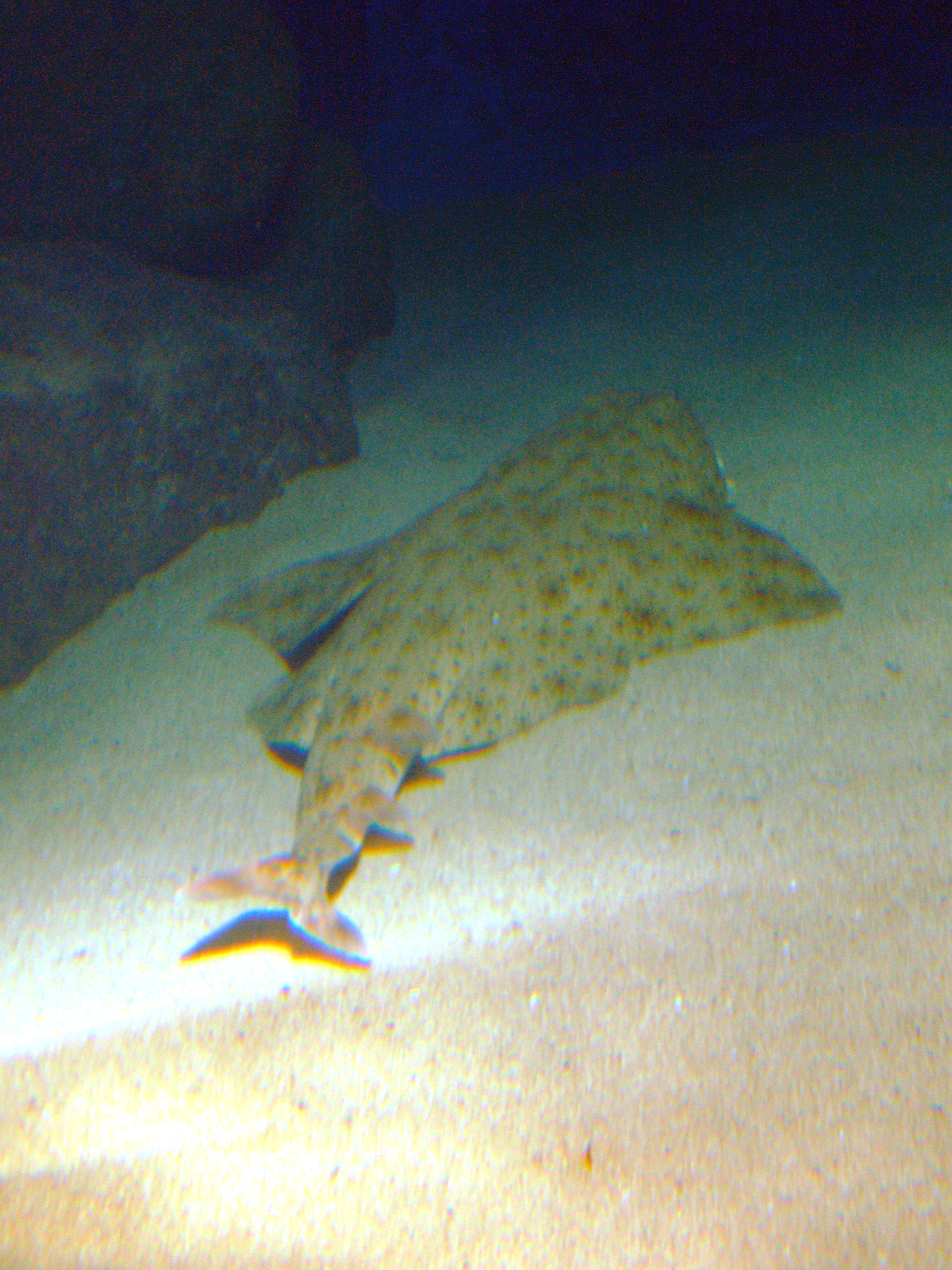
Escat (Squatina squatina)

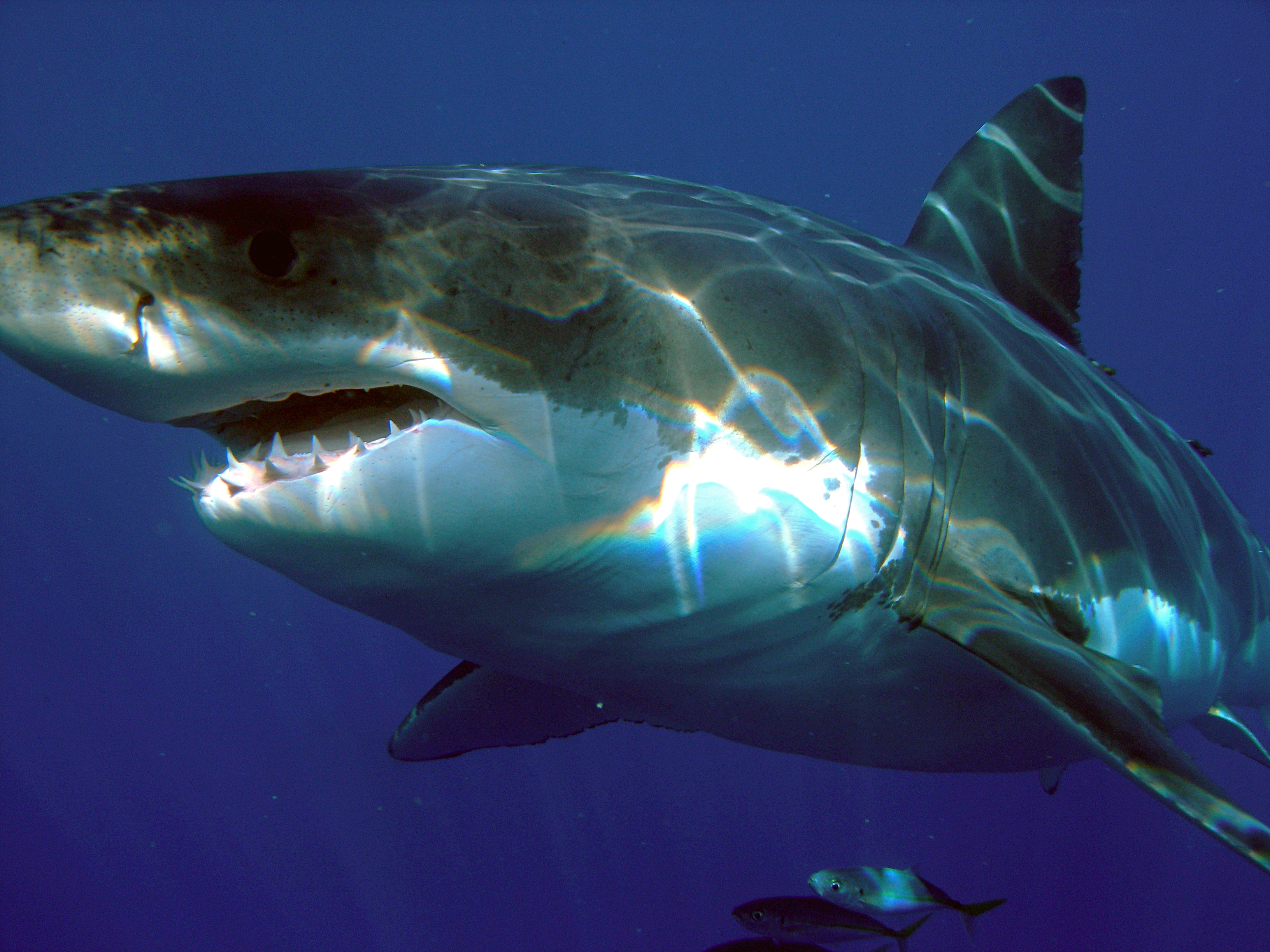
Tauró blanc (Carcharodon carcharias)

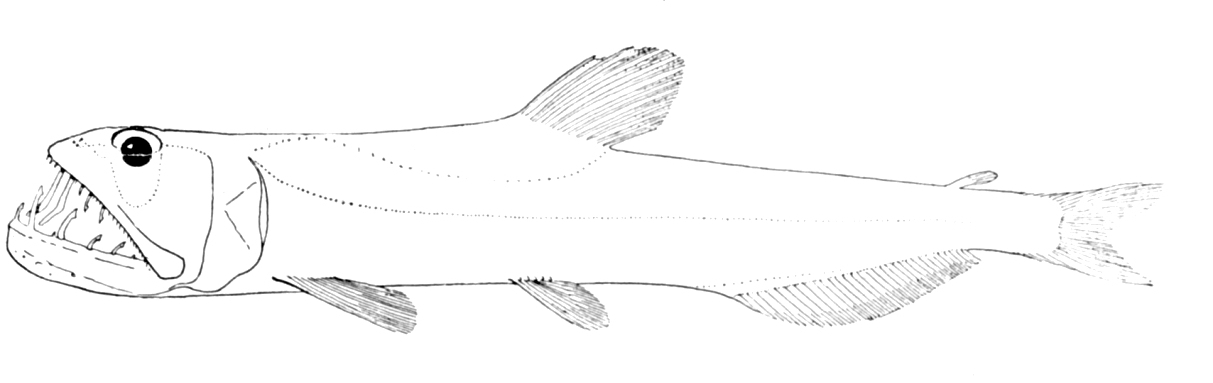
Evermannella balbo

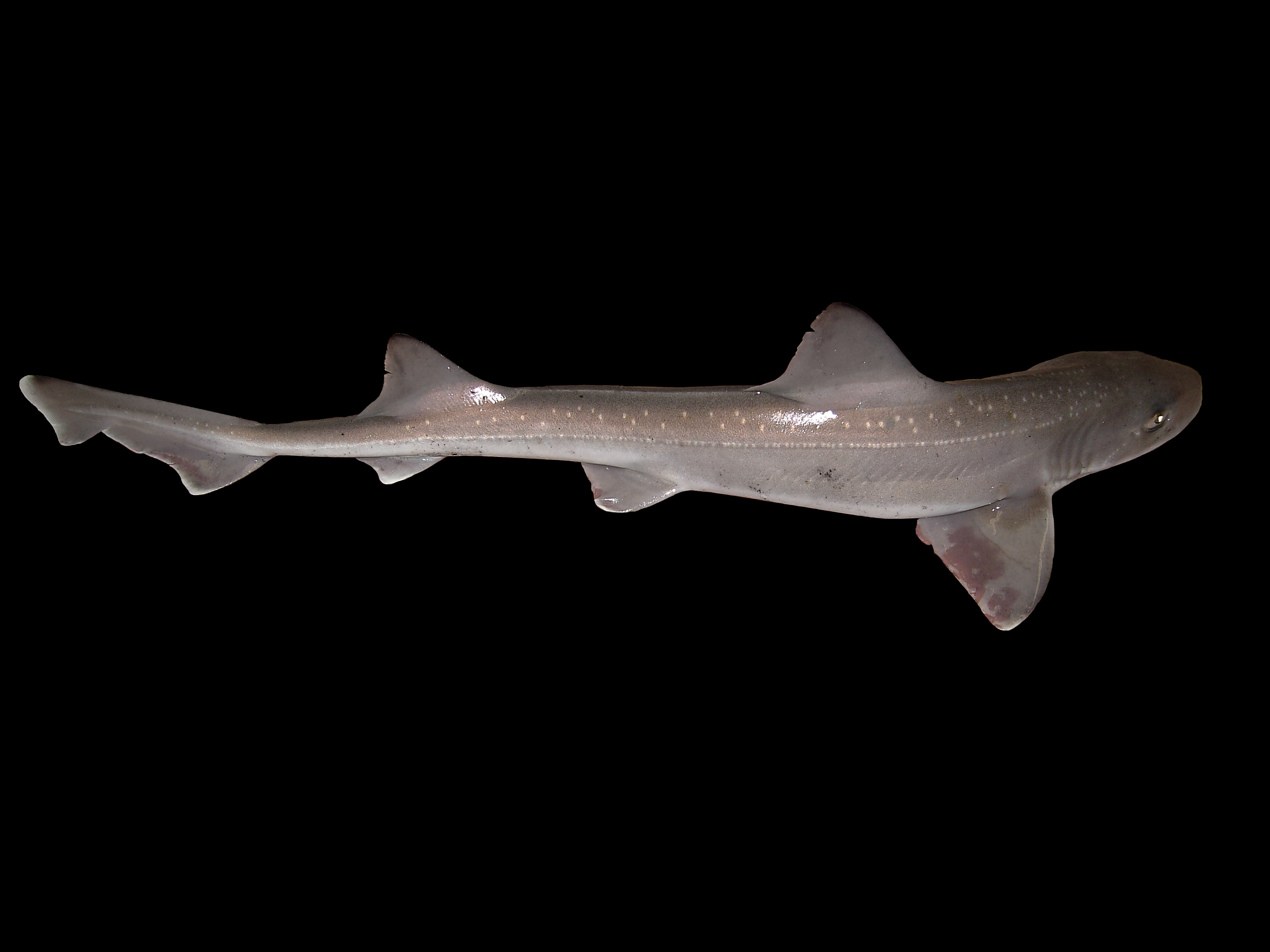
Mussola (Mustelus mustelus)

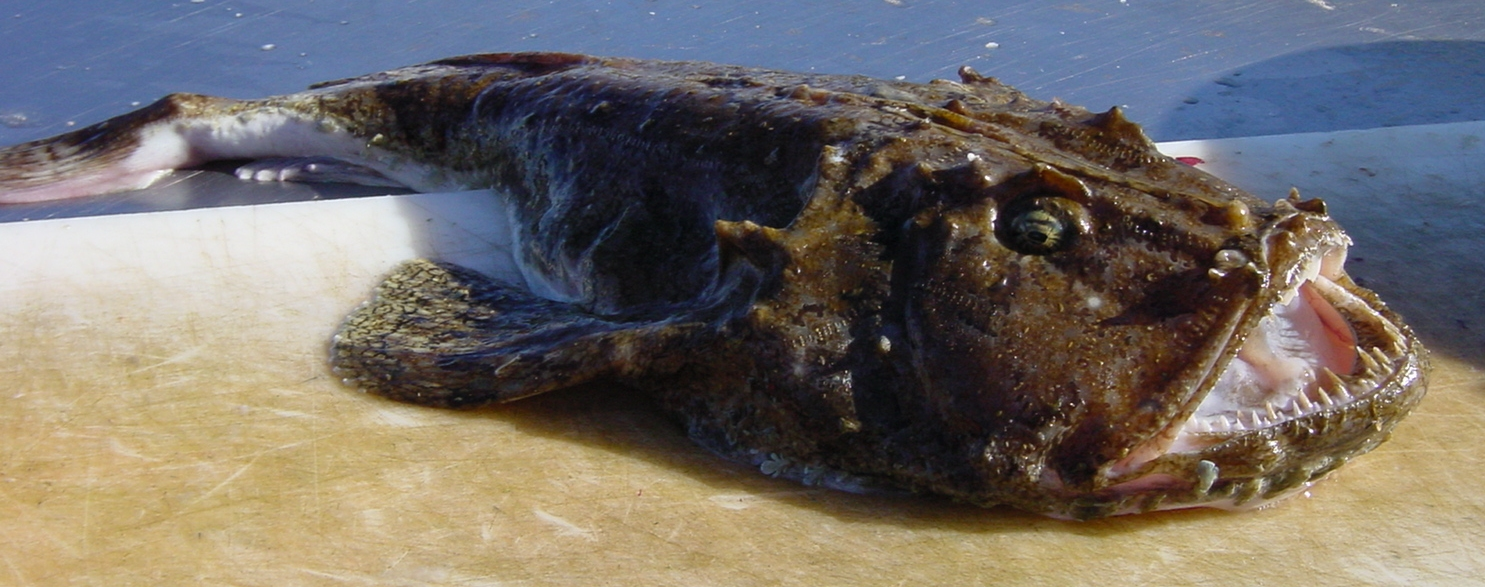
Rap (Lophius piscatorius)

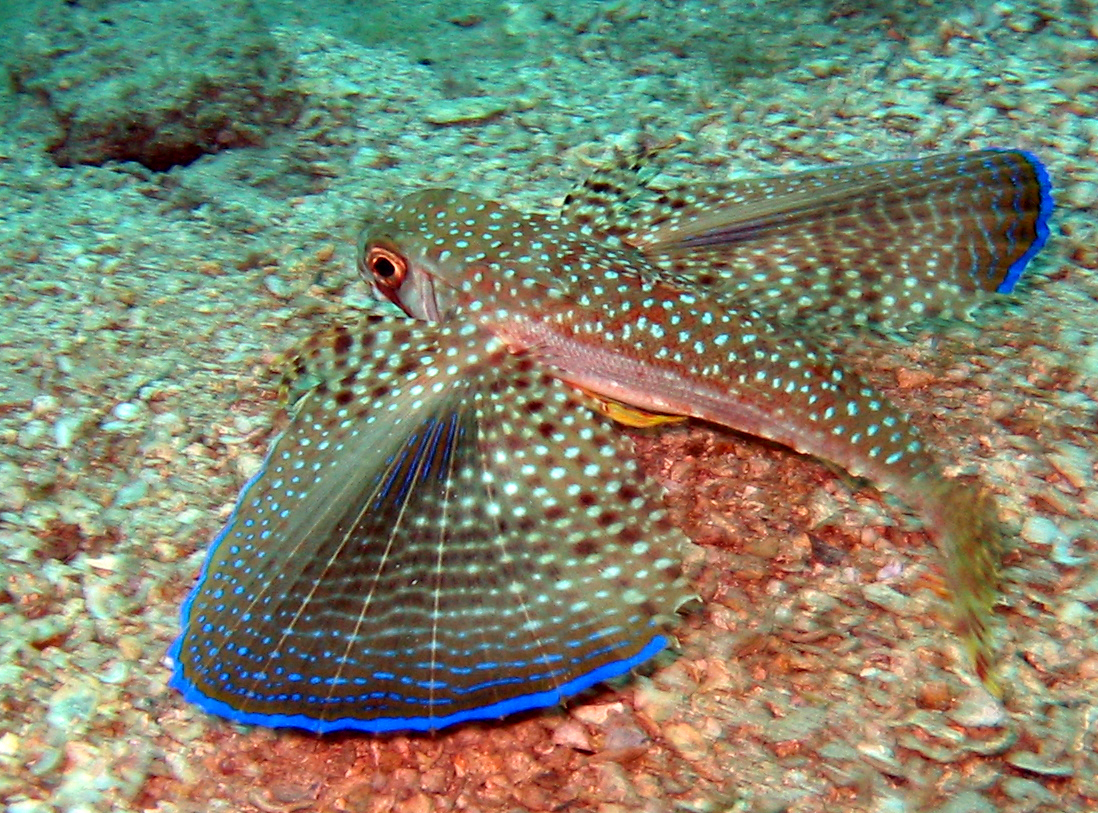
Xoriguer (Dactylopterus volitans)

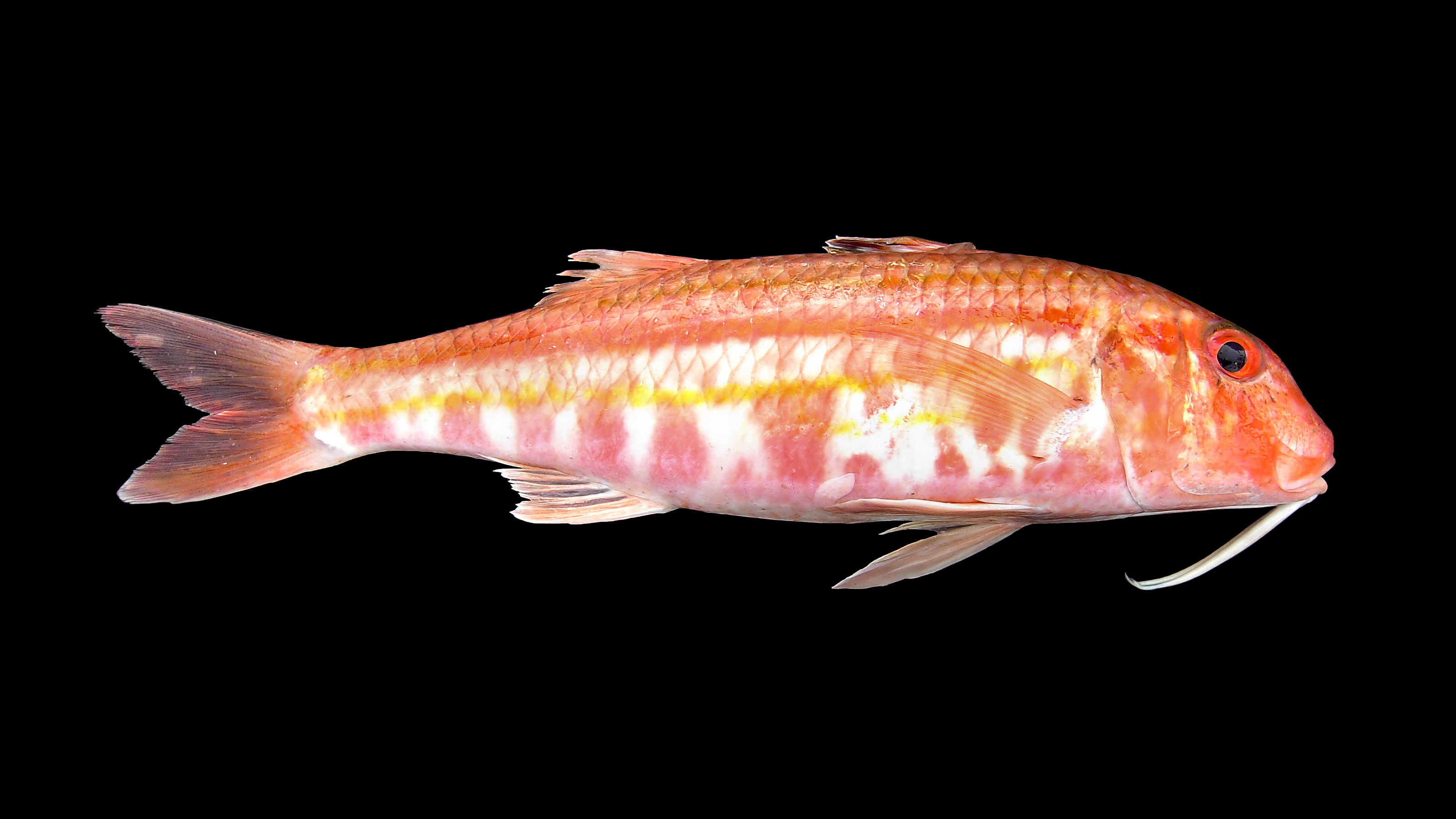
Moll de fang (Mullus barbatus)

Serviola (Seriola dumerili)

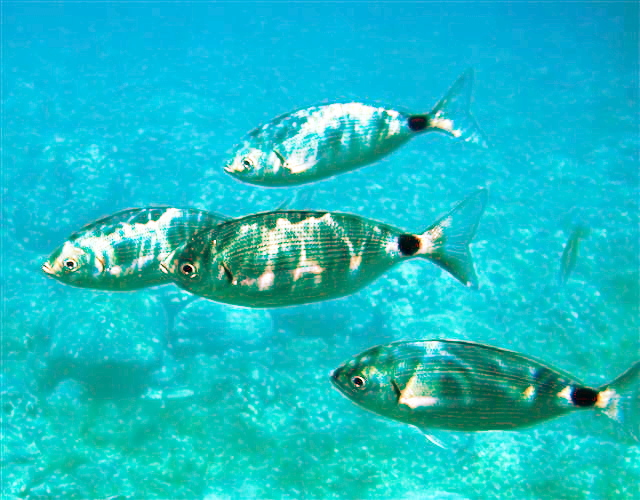
Oblada (Oblada melanura)

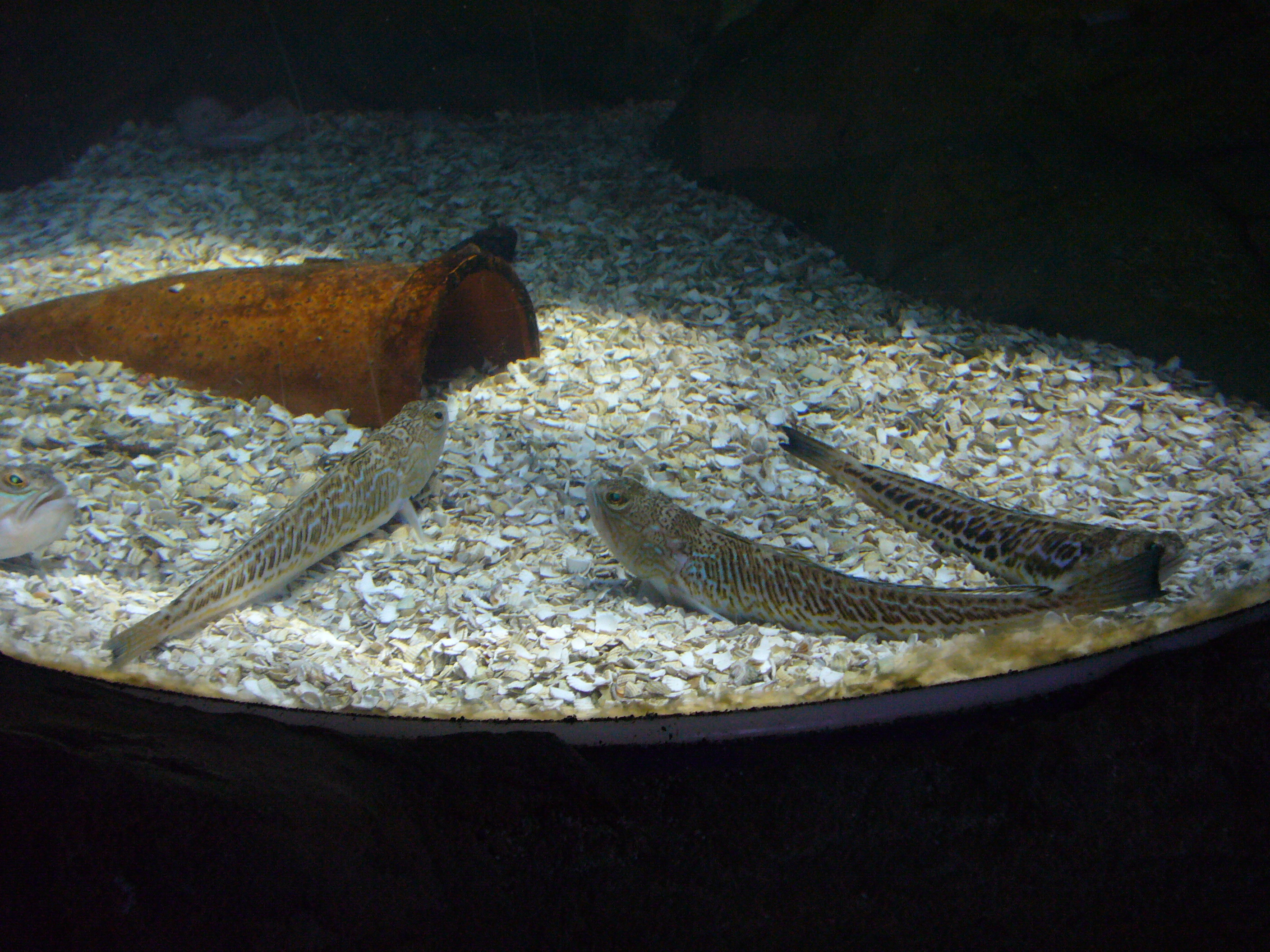
Aranya blanca (Trachinus draco)

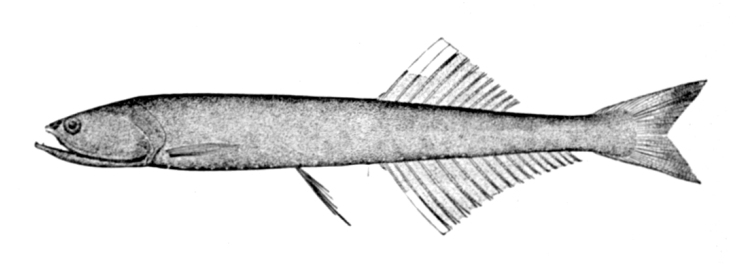
Cyclothone microdon

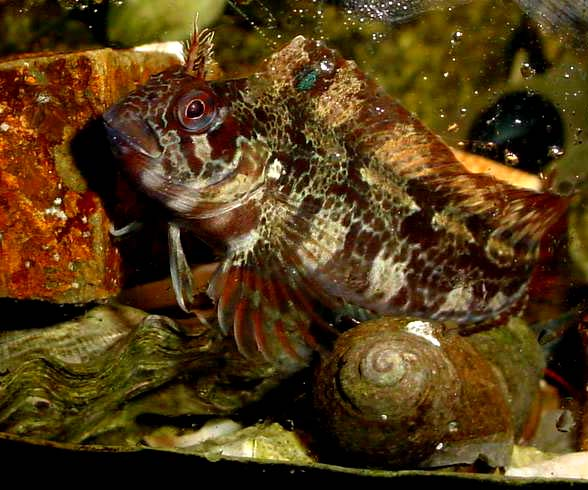
Papagall (Blennius ocellaris)

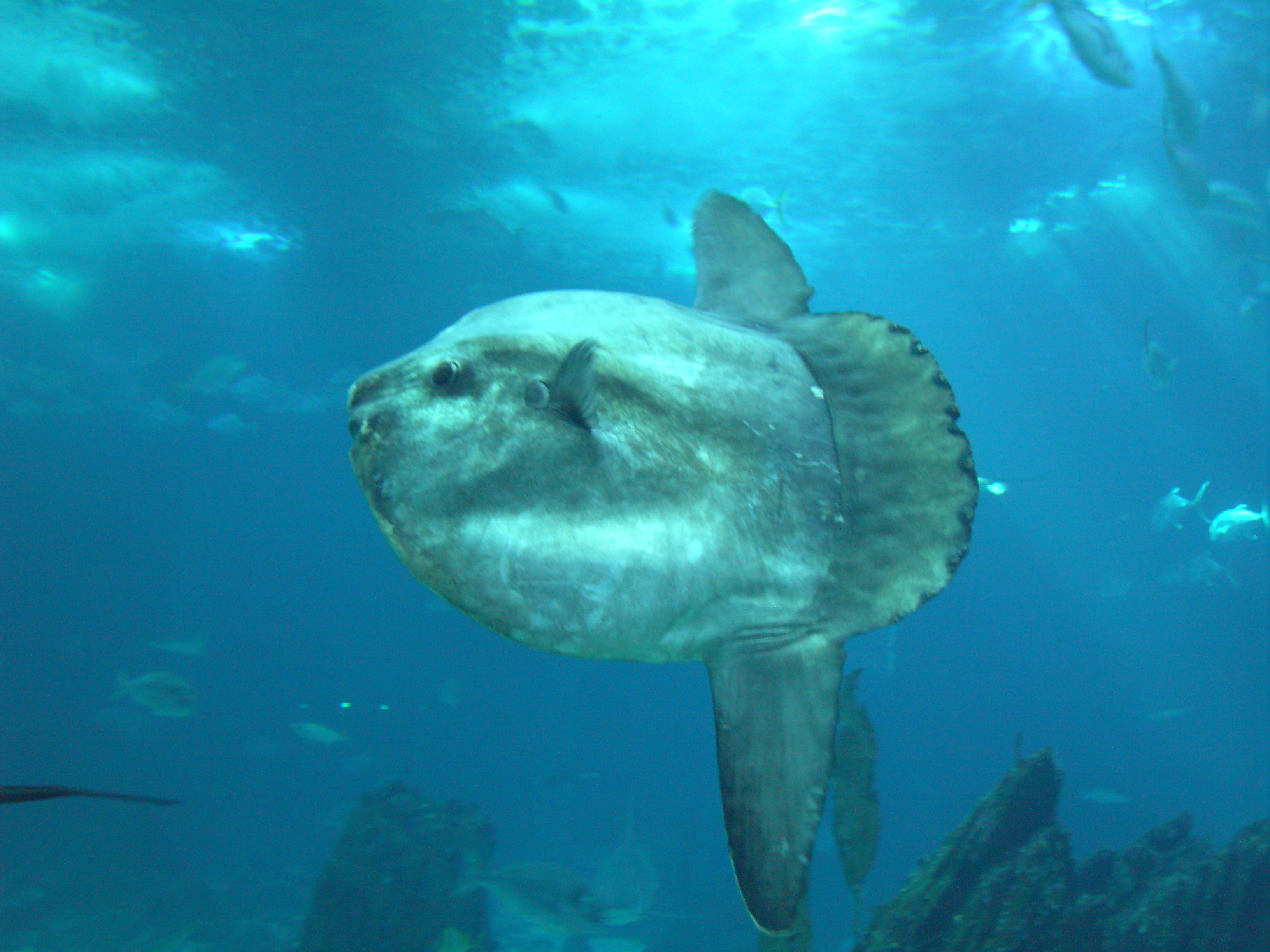
Bot (Mola mola)

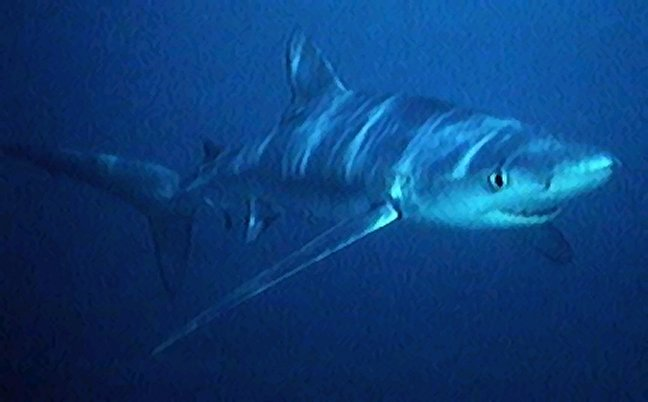
Tintorera (Prionace glauca)

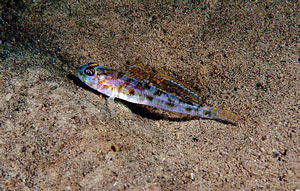
Cabot d'escata (Lesueurigobius friesii)

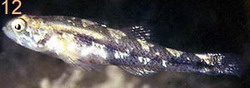
Knipowitschia caucasica

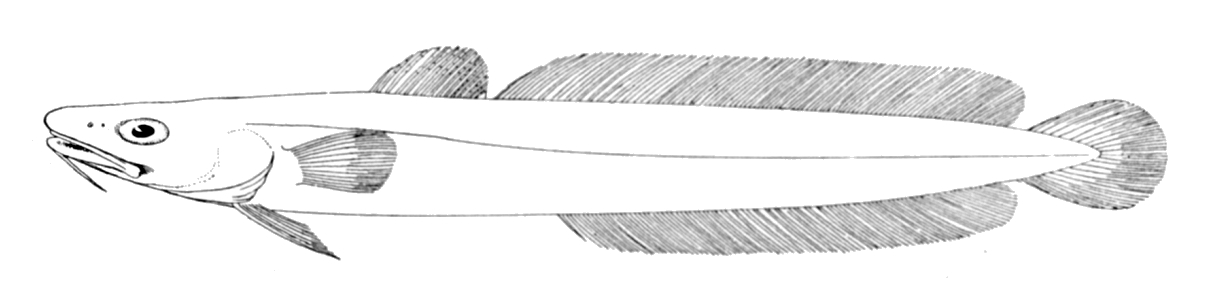
Llengua de bacallà (Molva molva)

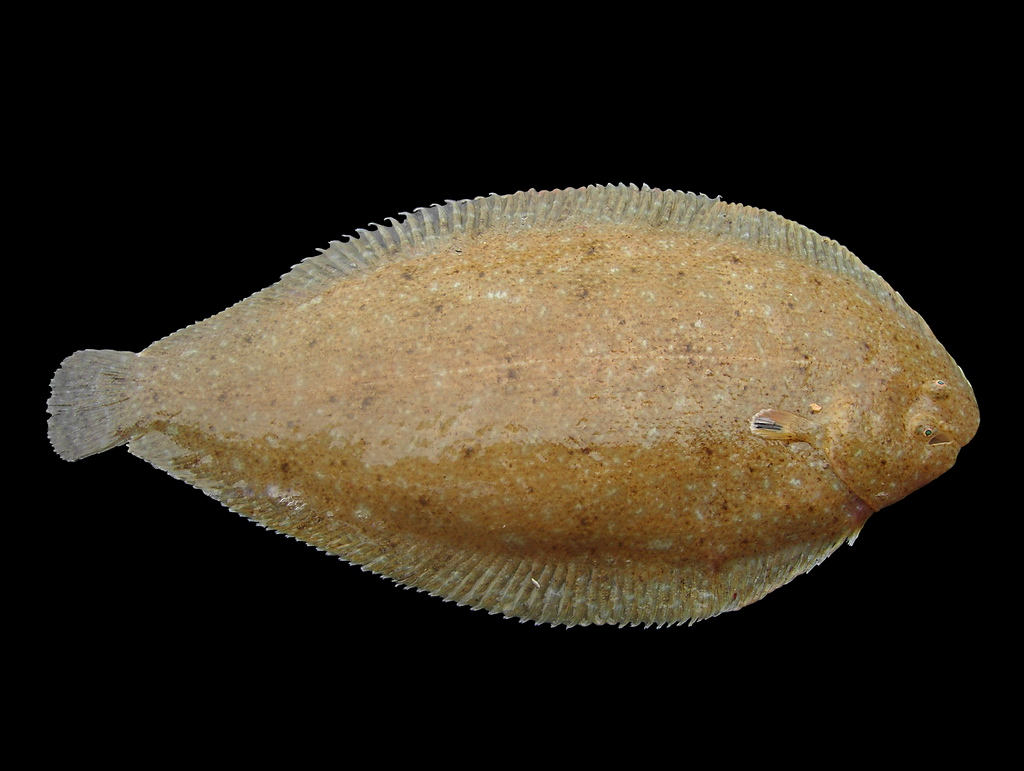
Llenguado nassut (Pegusa lascaris)

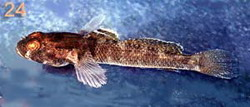
Zebrus zebrus

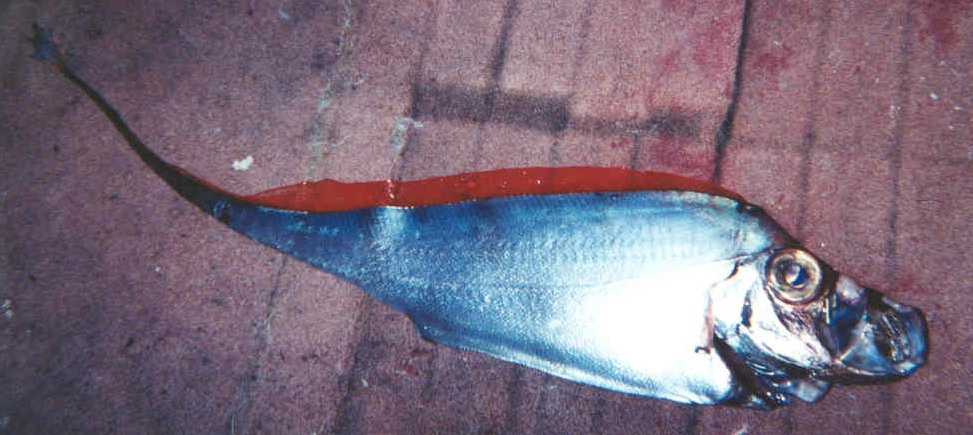
Cardenal (Zu cristatus)

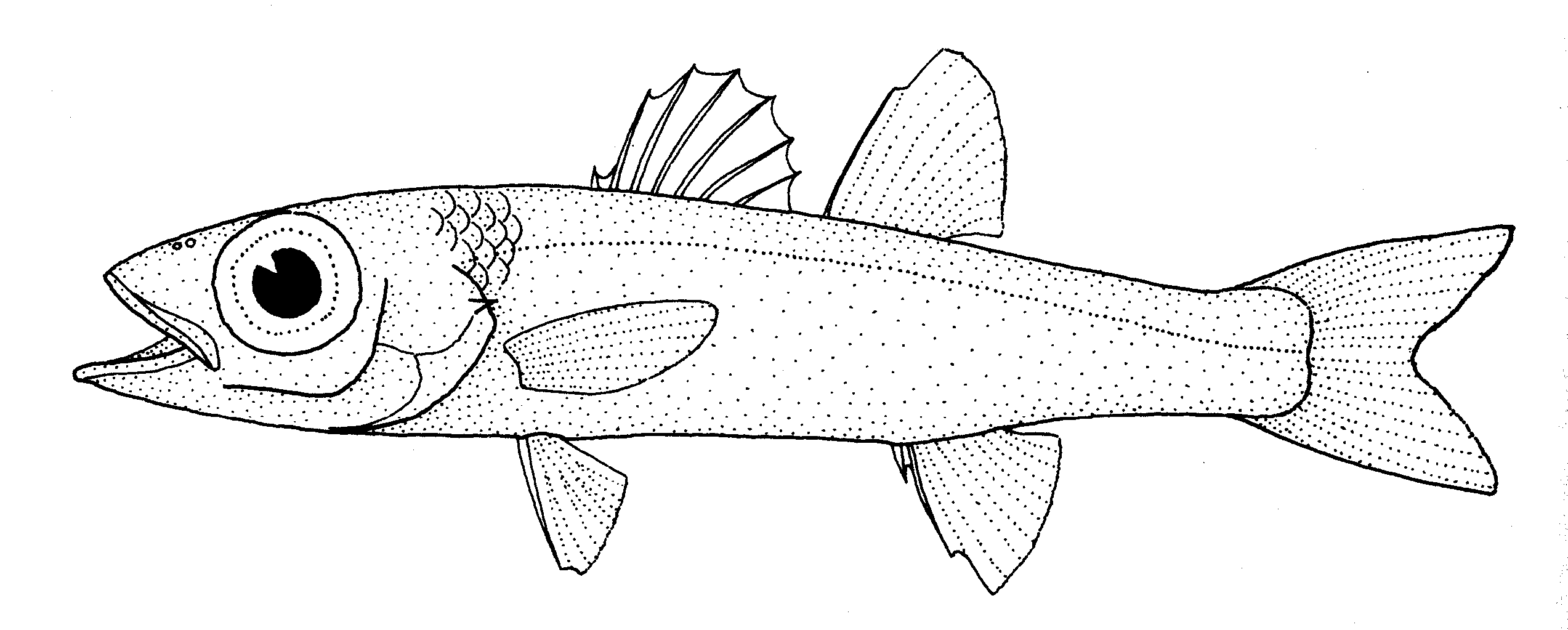
Epigonus telescopus

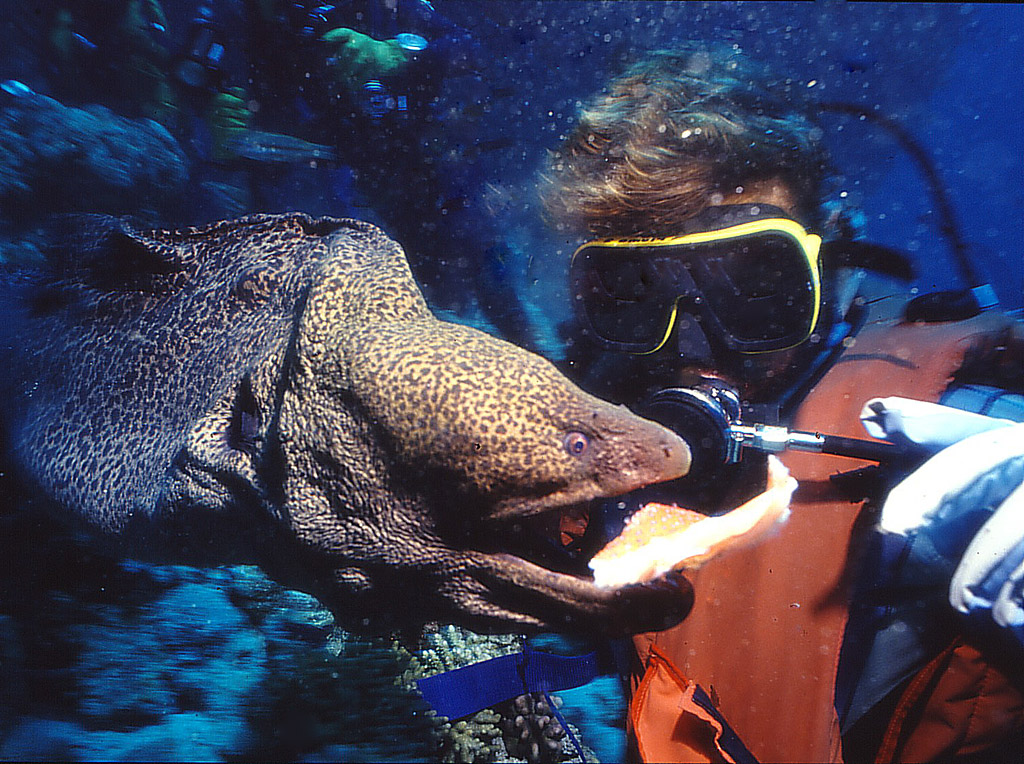
Morena (Muraena helena)

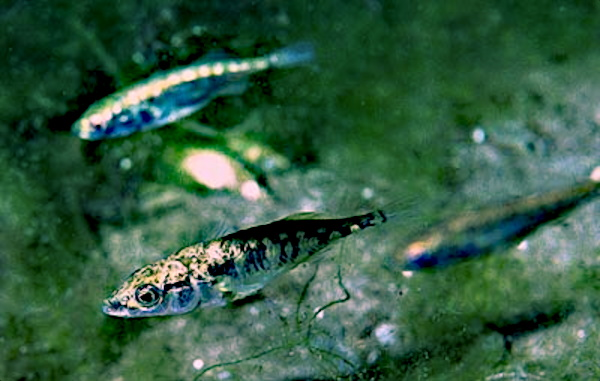
Jonquillo (Gasterosteus aculeatus)

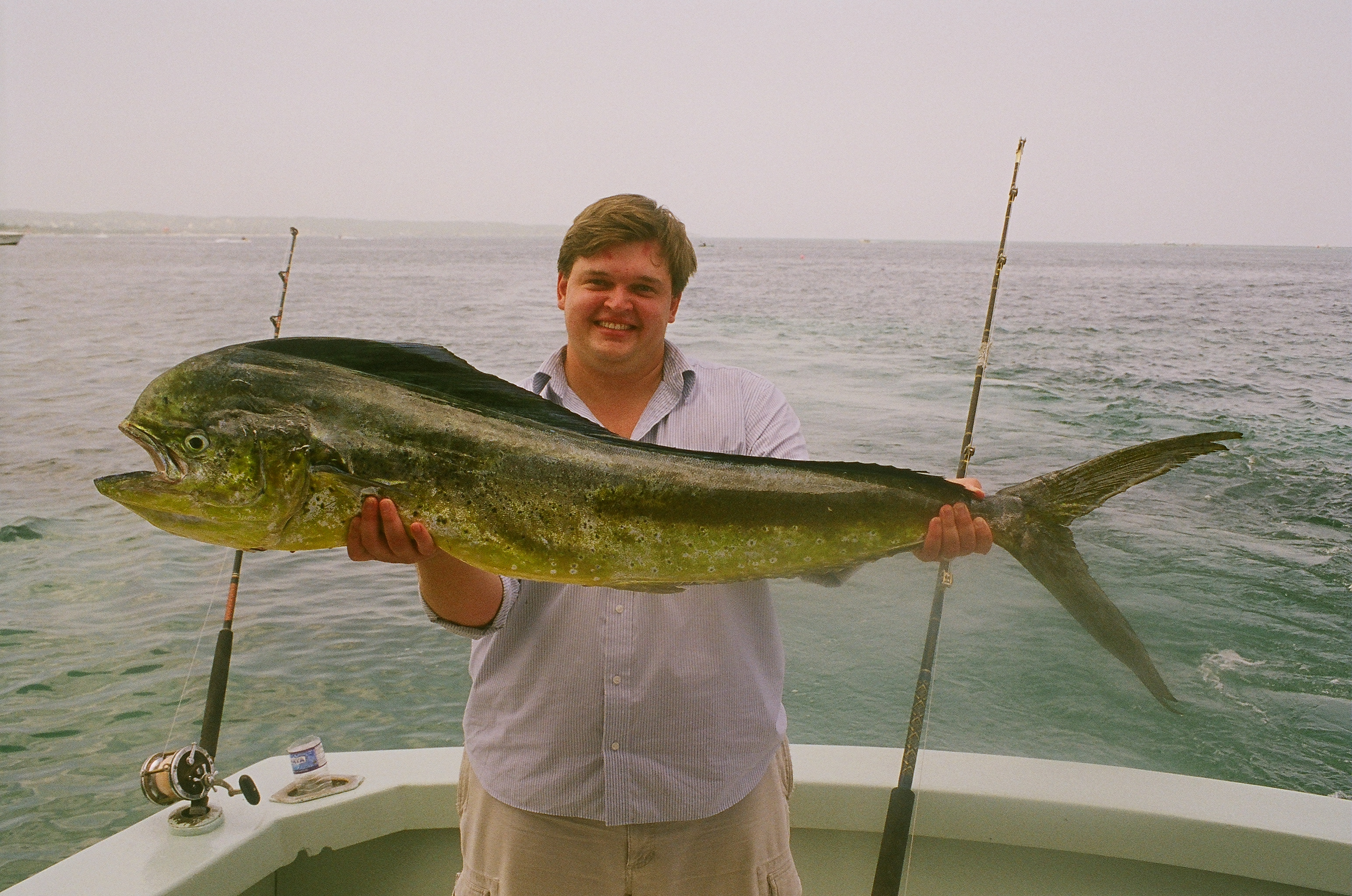
Llampuga (Coryphaena hippurus)

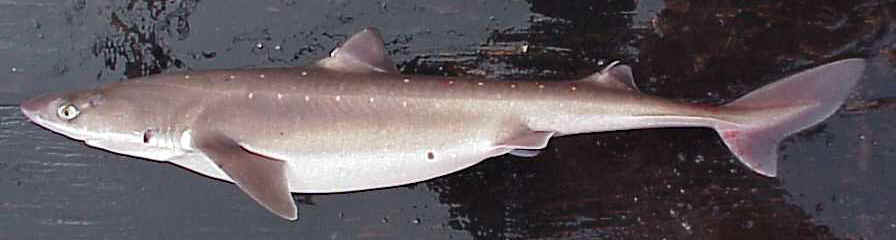
Quissona (Squalus acanthias)

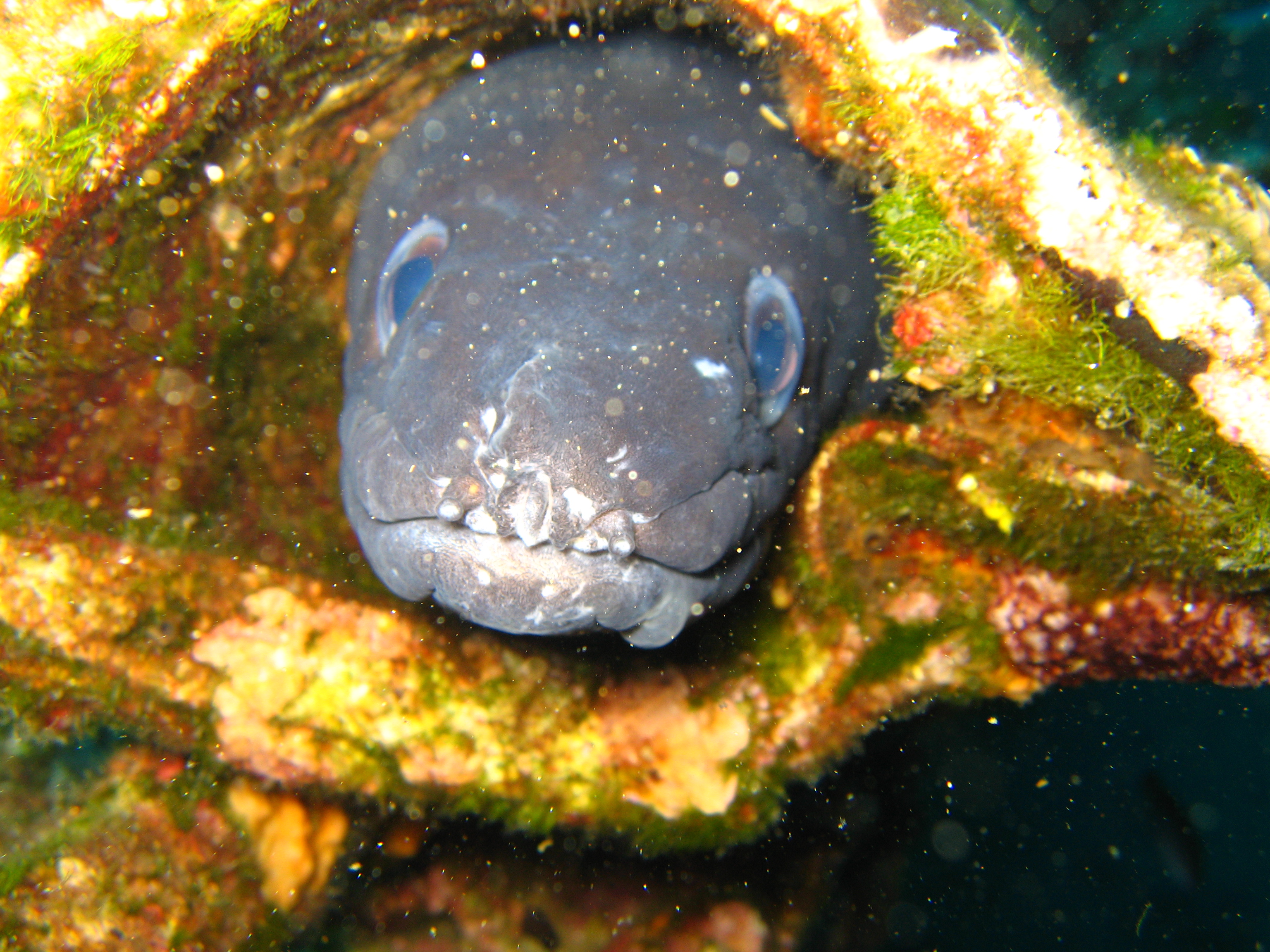
Congre (Conger conger)

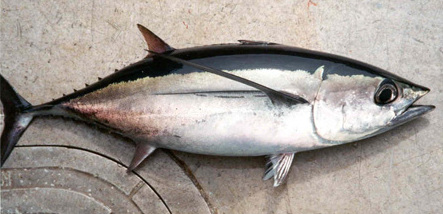
Bacora (Thunnus alalunga)

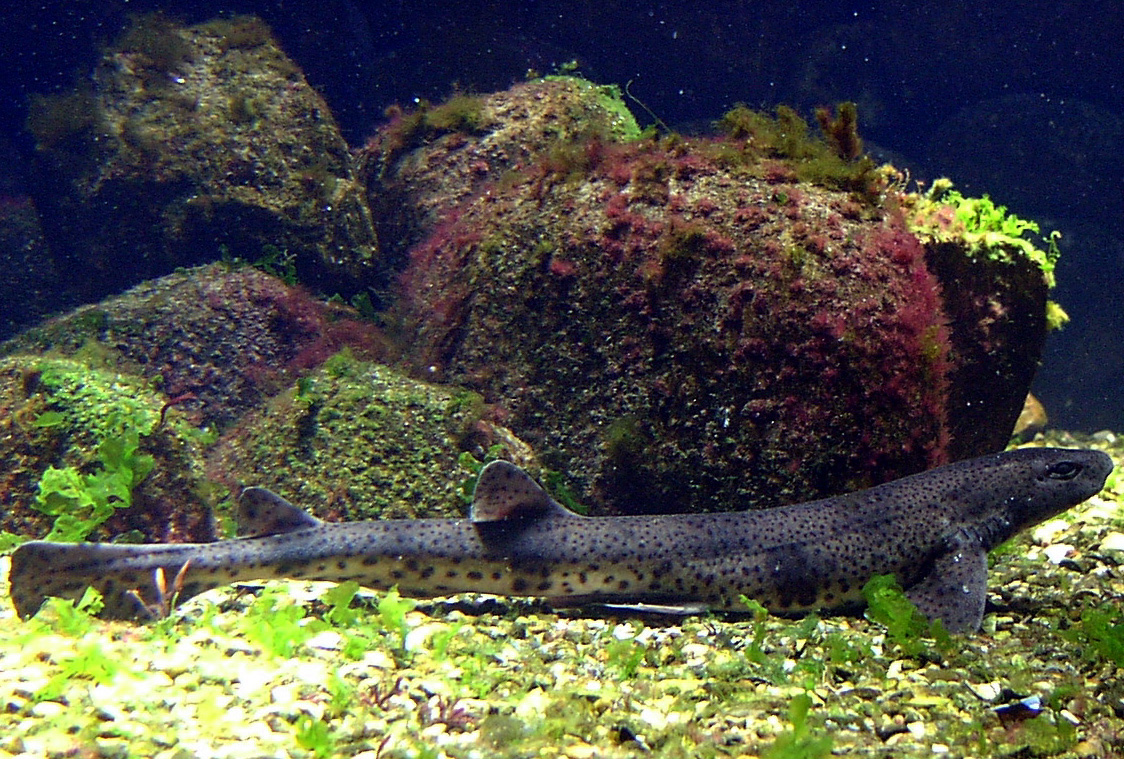
Gató (Scyliorhinus canicula)

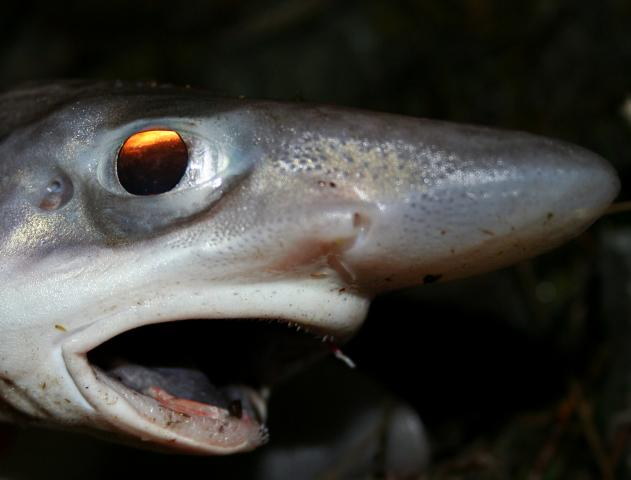
Moixina (Galeus melastomus)

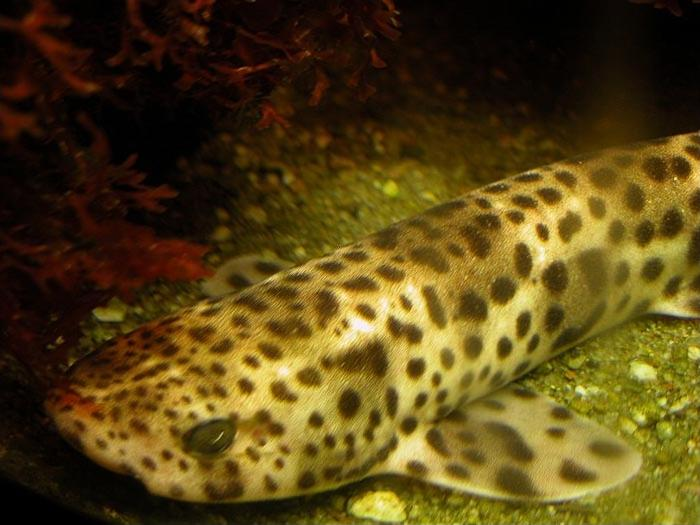
Gatvaire (Scyliorhinus stellaris)

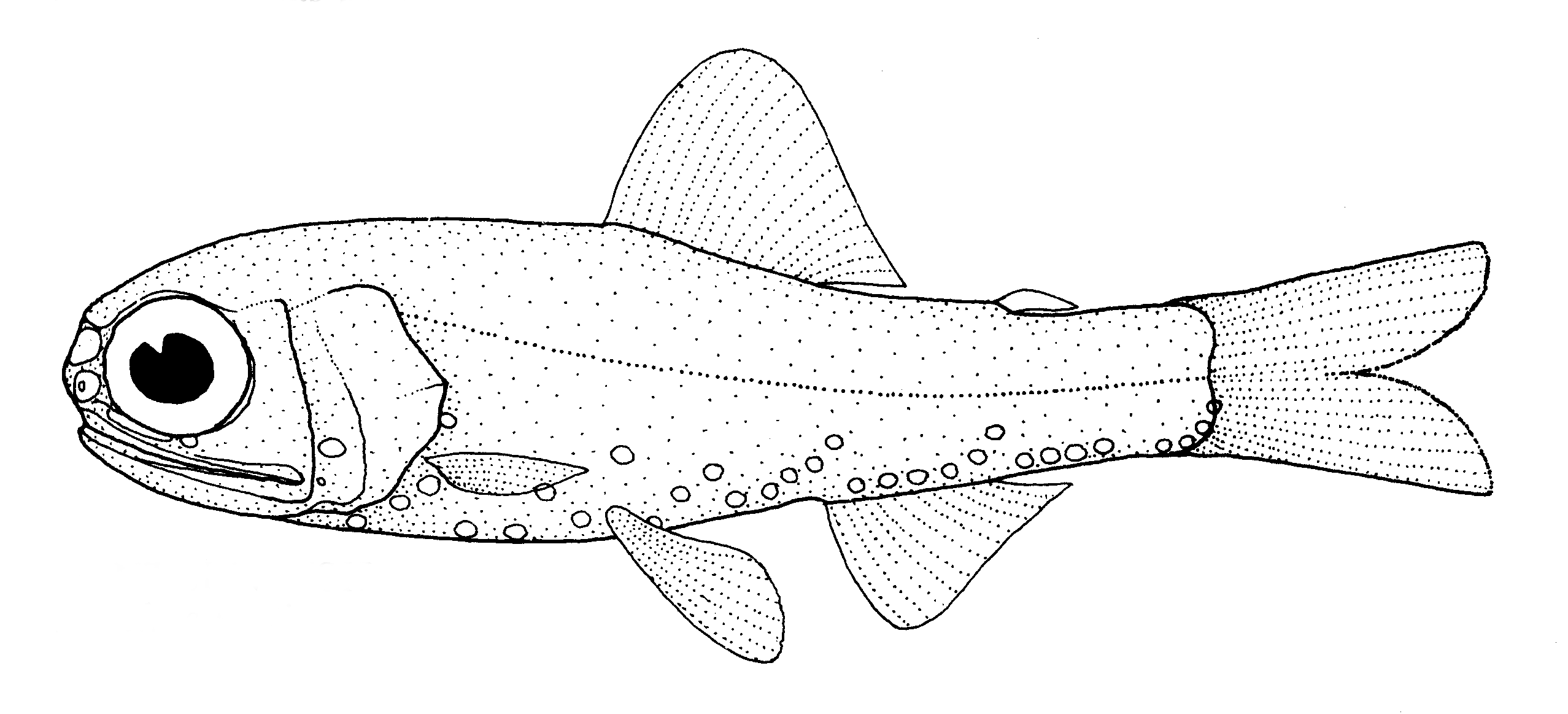
Diaphus holti

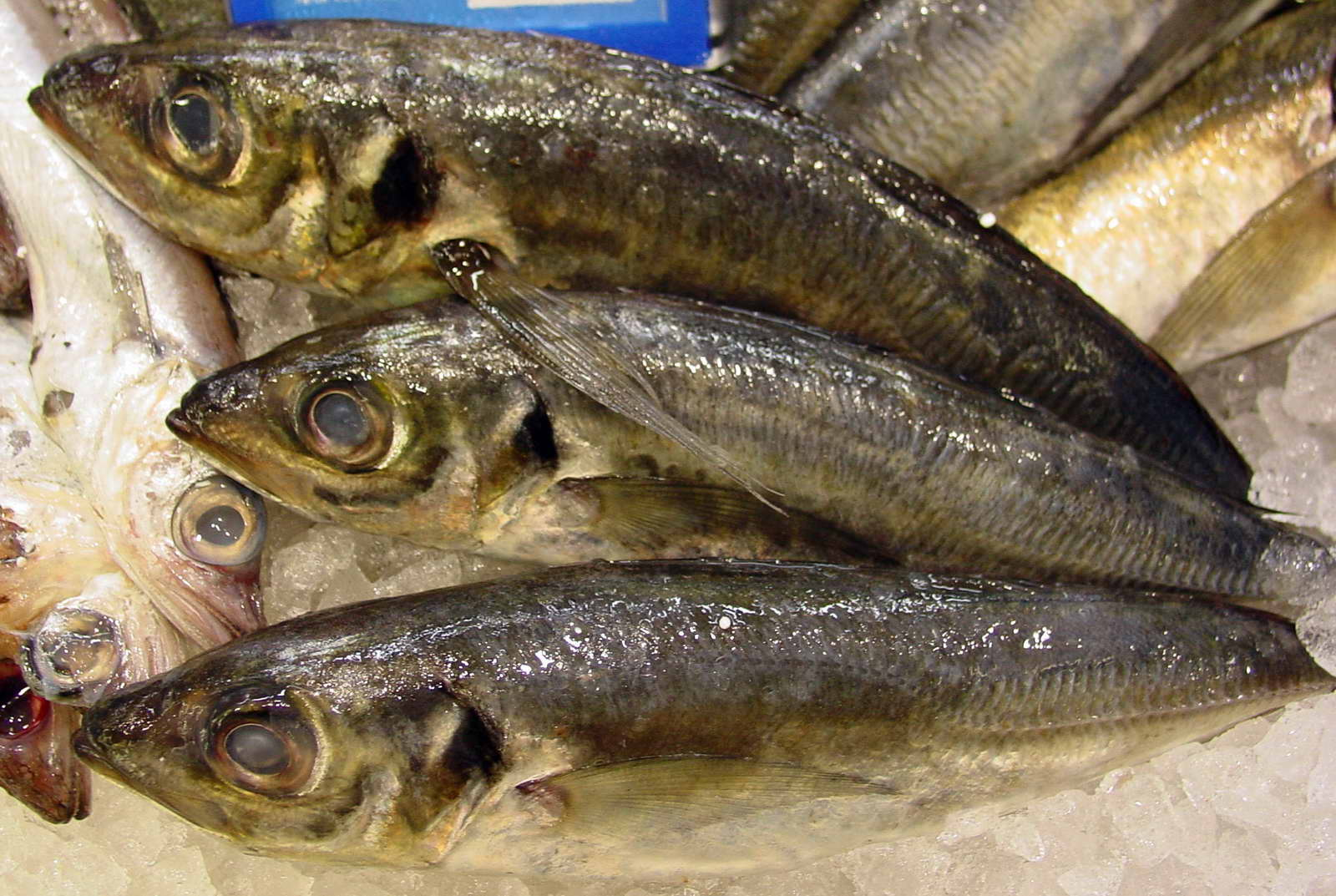
Sorell (Trachurus trachurus)

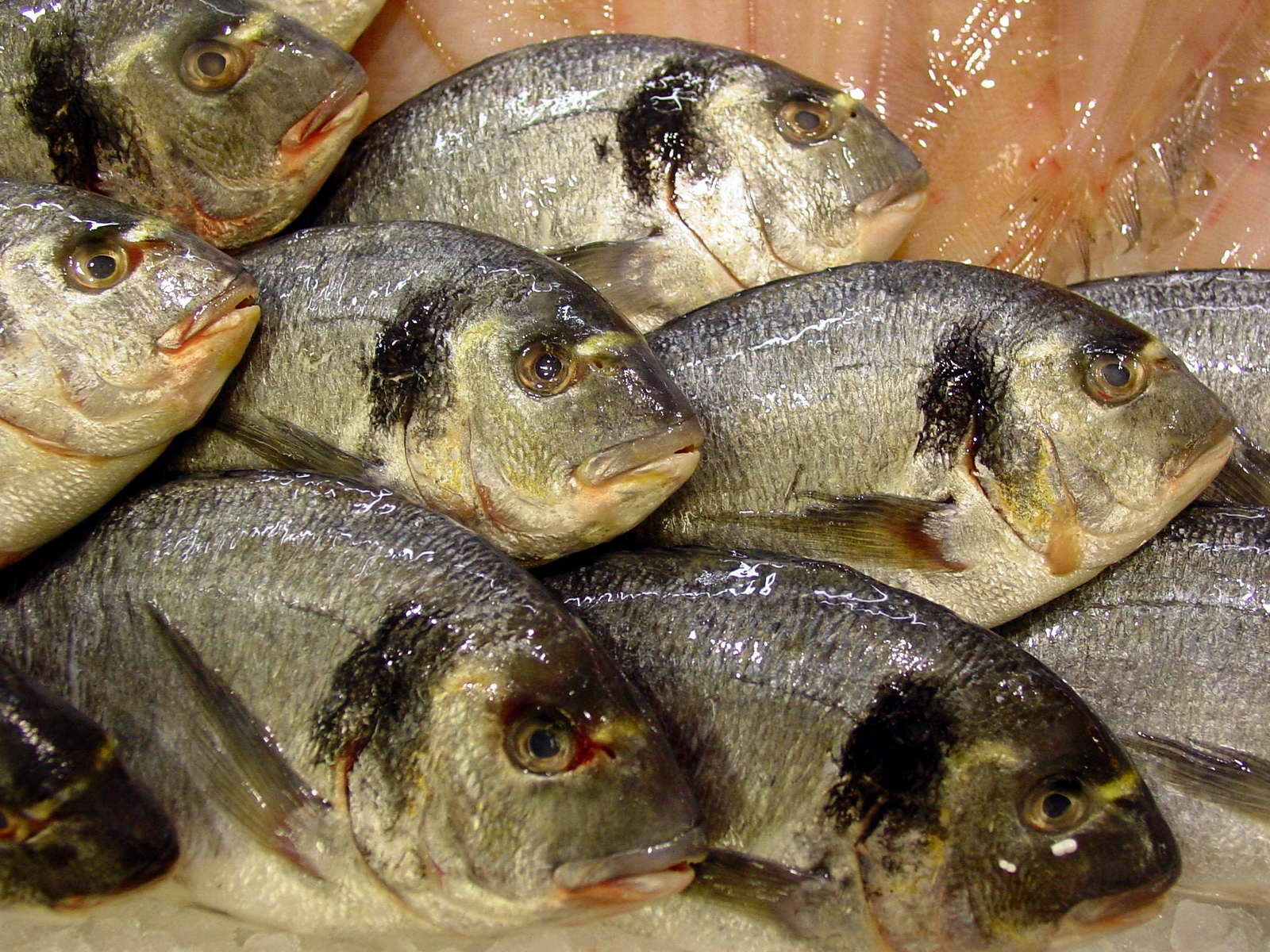
Orada (Sparus aurata)

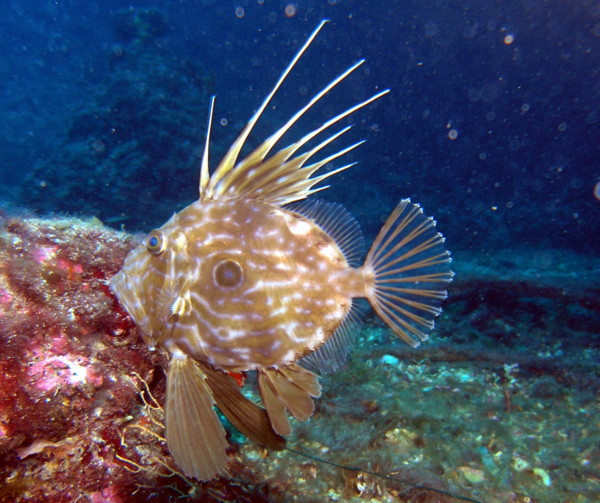
Gall de Sant Pere (Zeus faber)

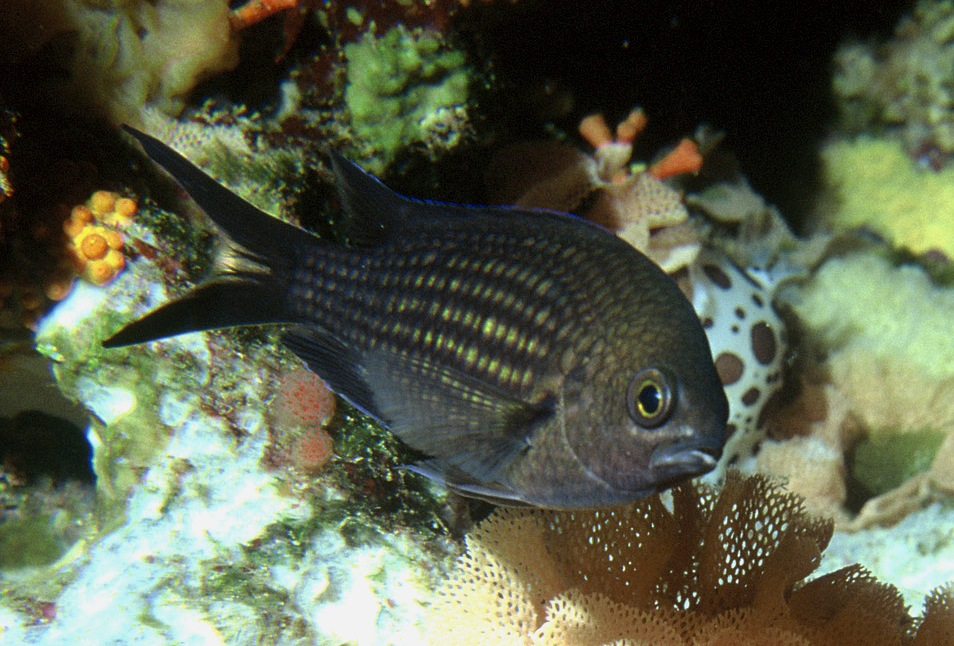
Tuta (Chromis chromis)

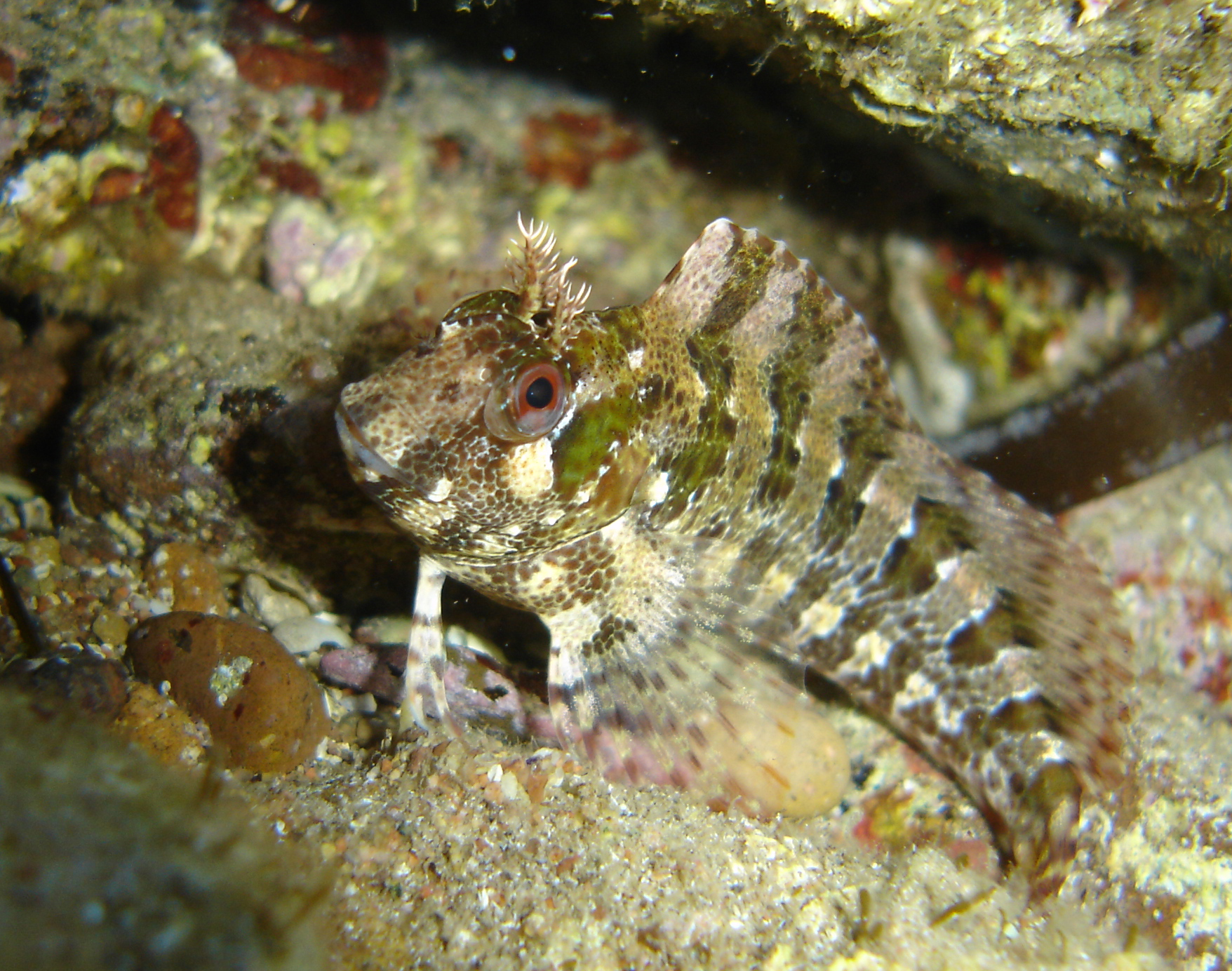
Gall faver (Parablennius gattorugine)

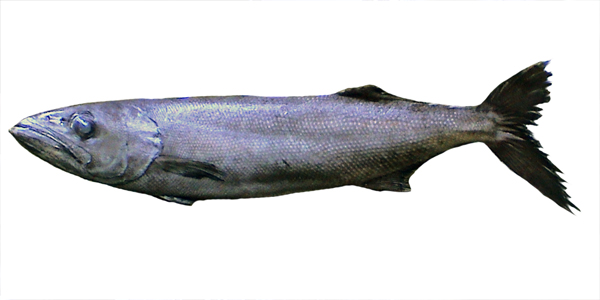
Ruvet (Ruvettus pretiosus)

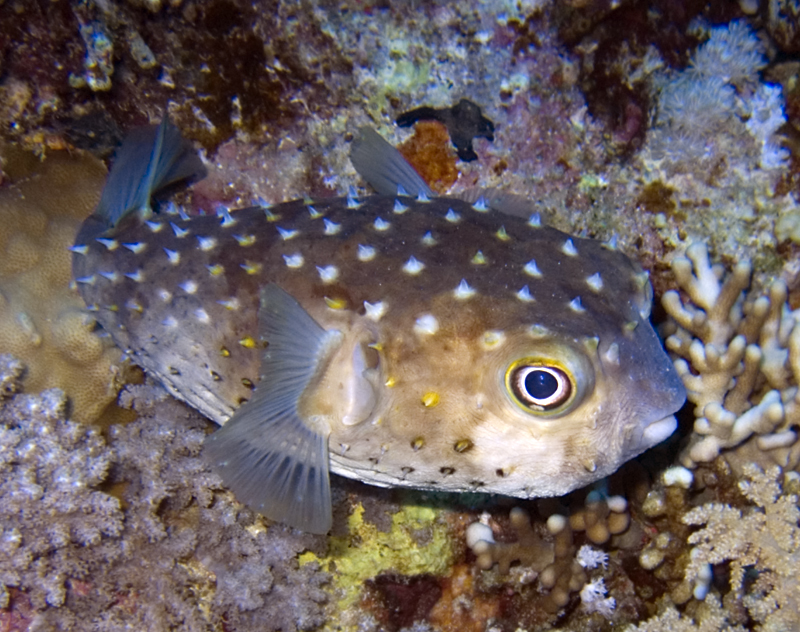
Cyclichthys spilostylus

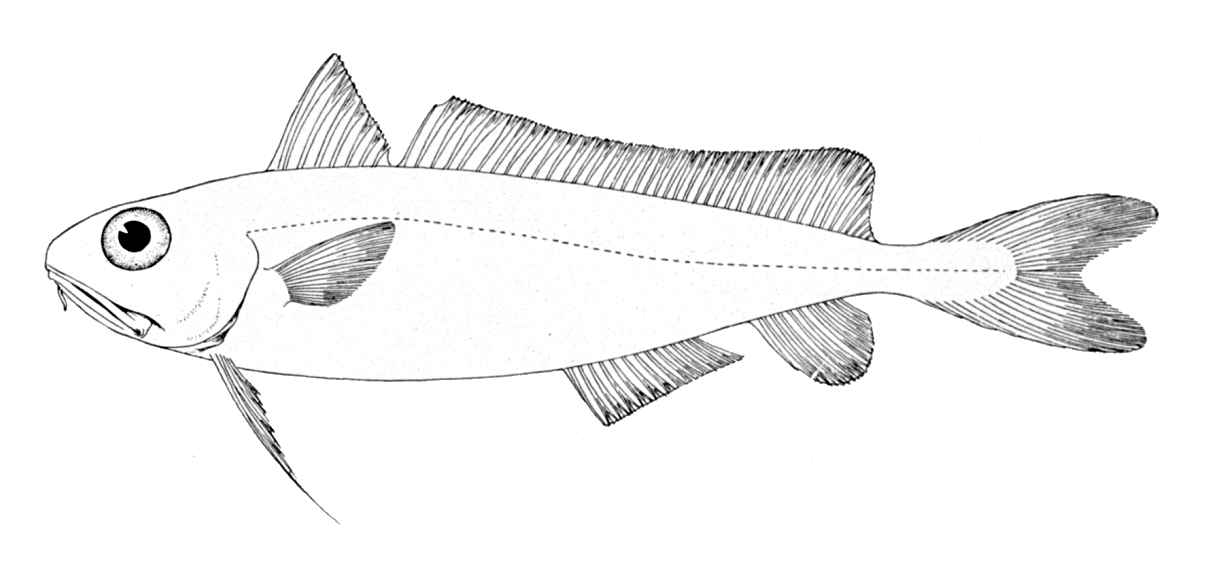
Moranella vera (Mora moro)

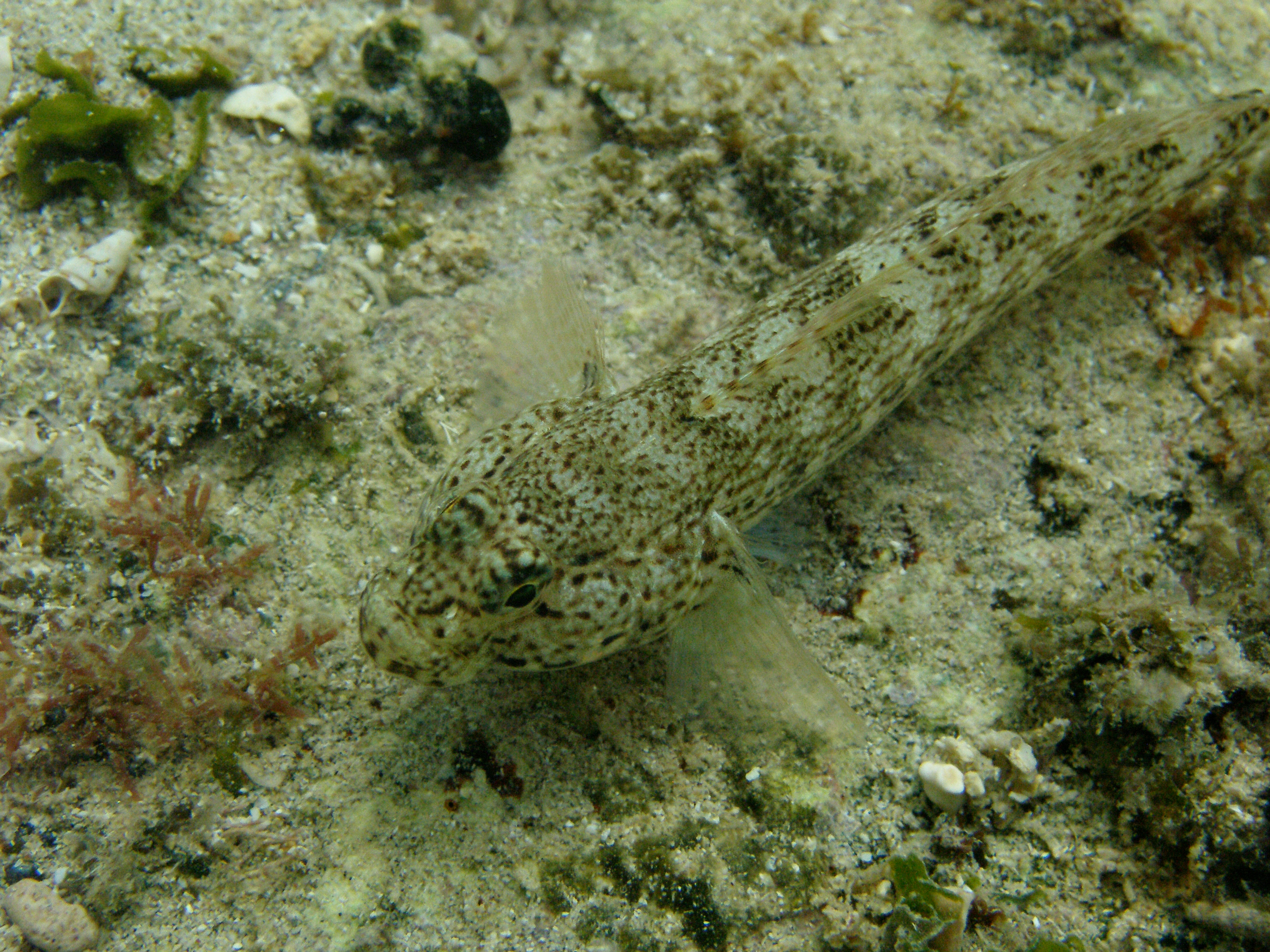
Cabot d'ortiga (Gobius bucchichi)

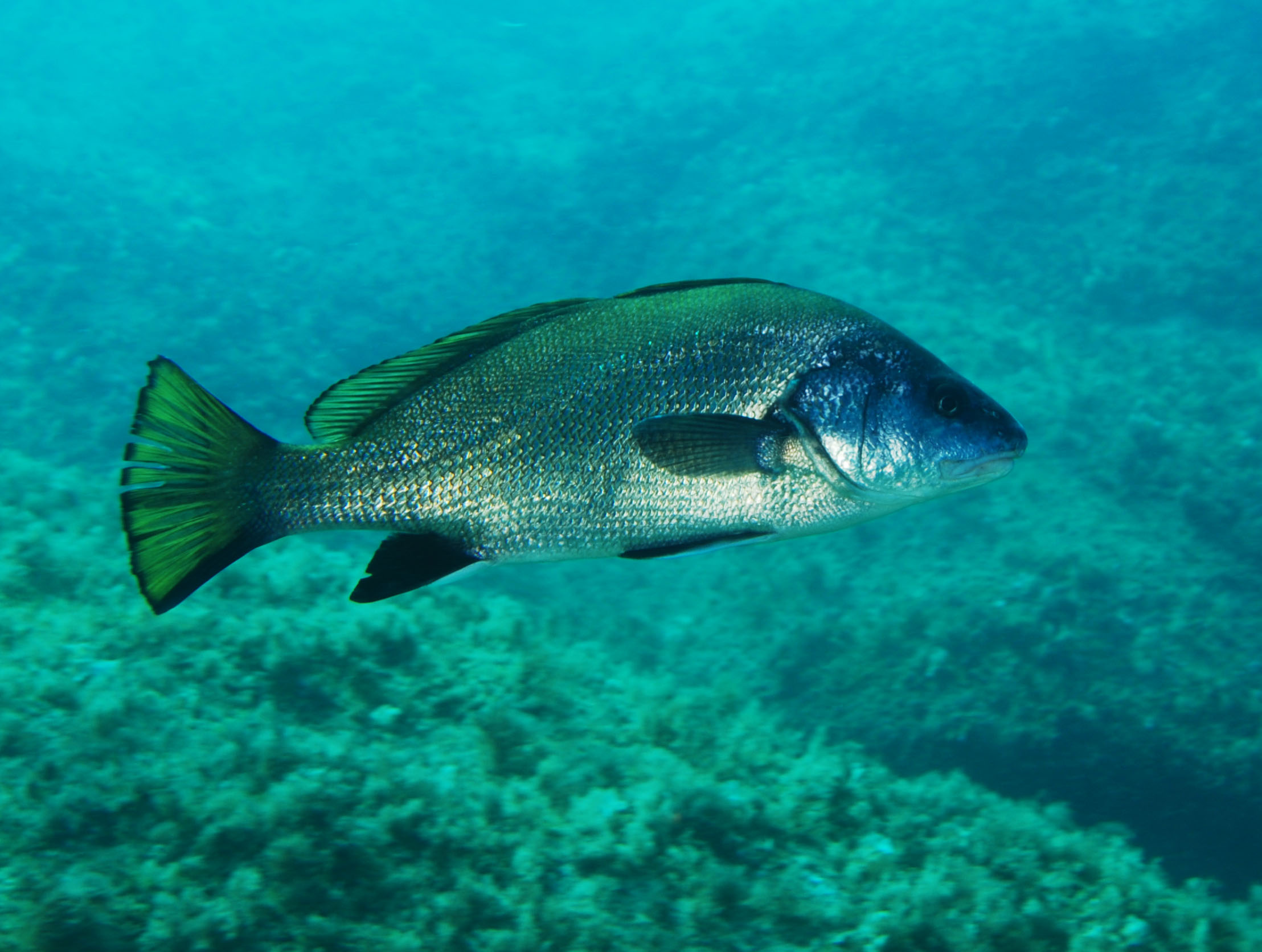
Corball de roca (Sciaena umbra)

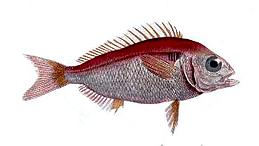
Goràs (Pagellus bogaraveo)

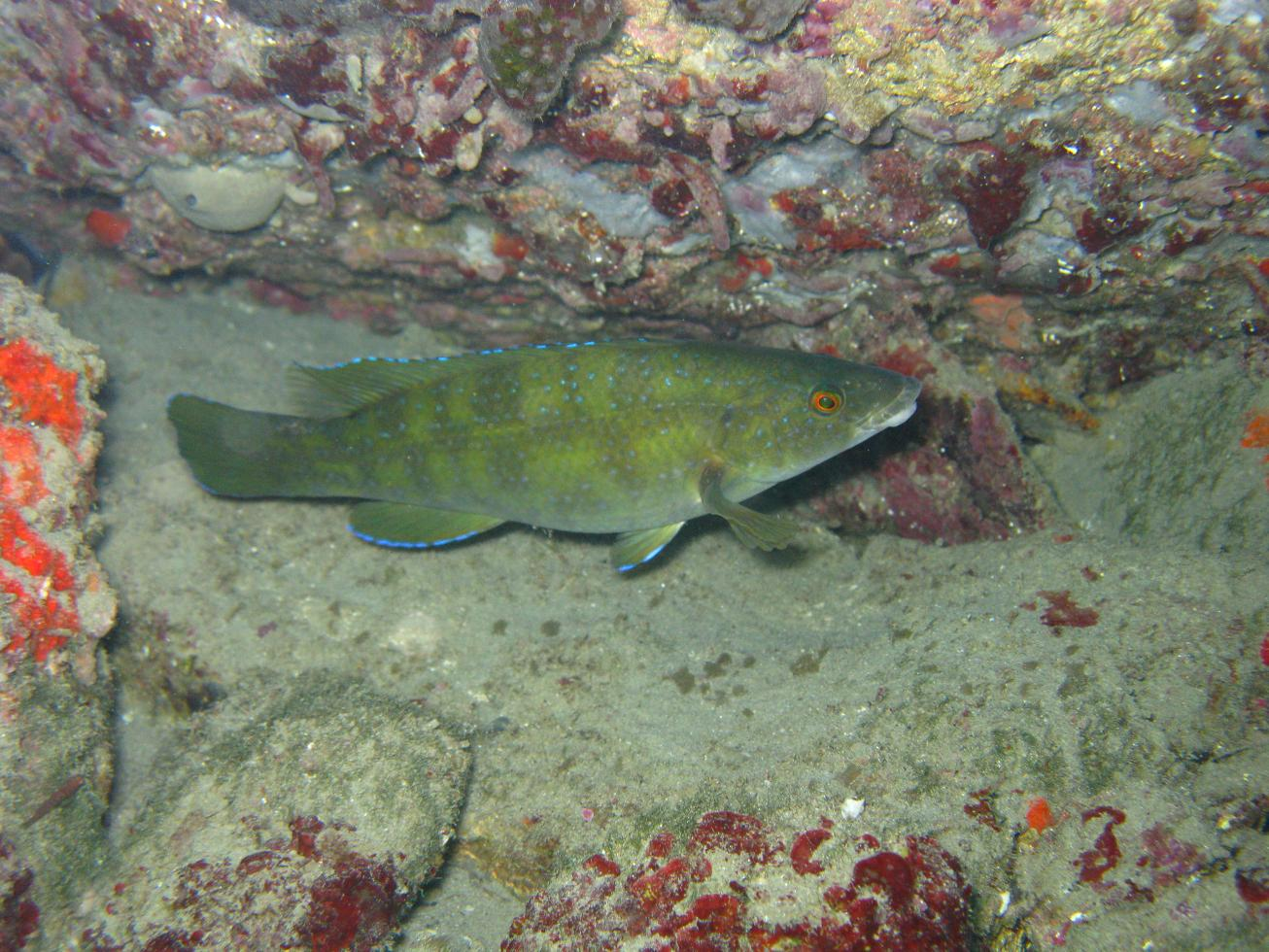
Tord massot (Labrus merula)

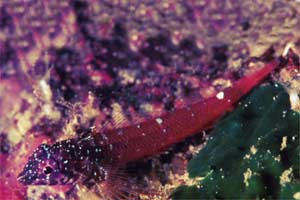
Cabot vermell (Tripterygion melanurum)

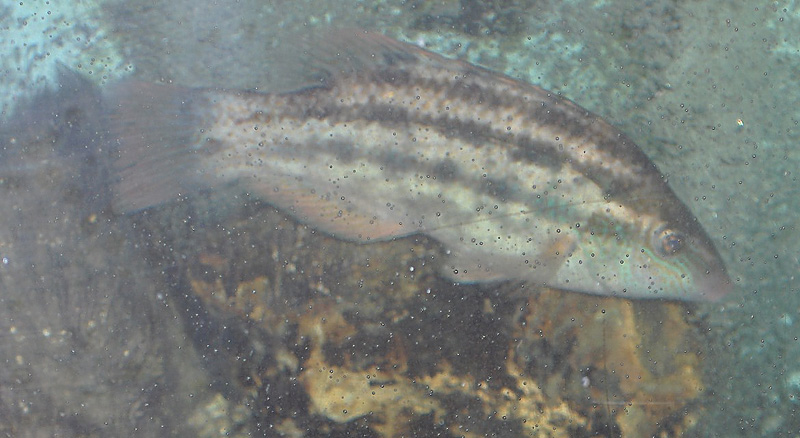
Llavió (Symphodus tinca)

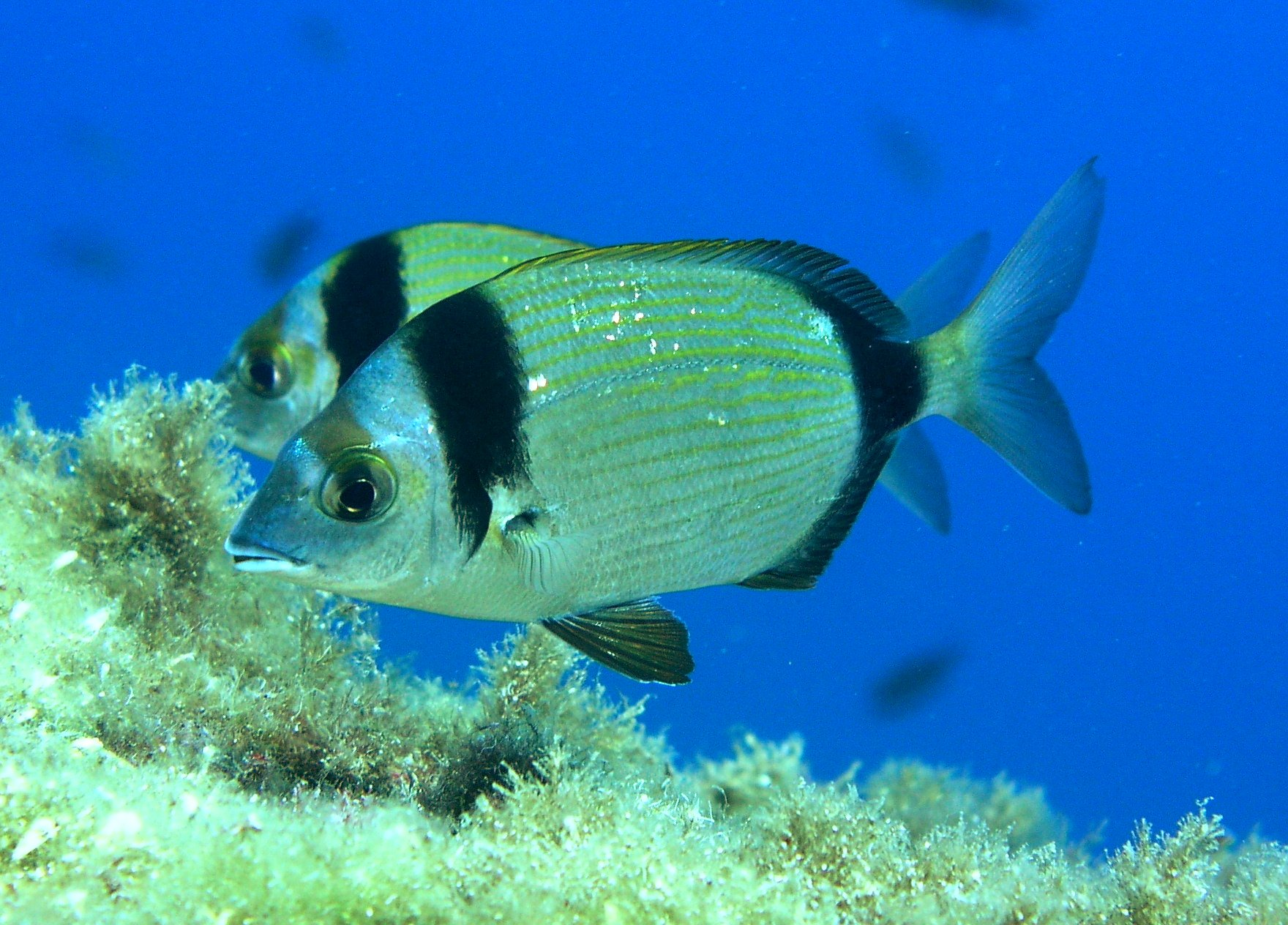
Variada (Diplodus vulgaris)

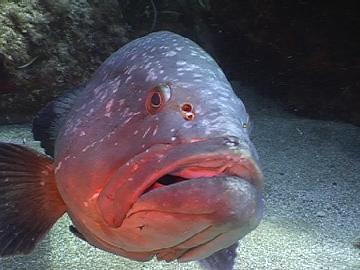
Anfós (Epinephelus marginatus)

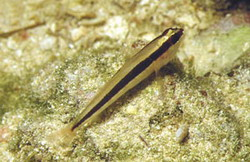
Cabot retxat (Gobius vittatus)

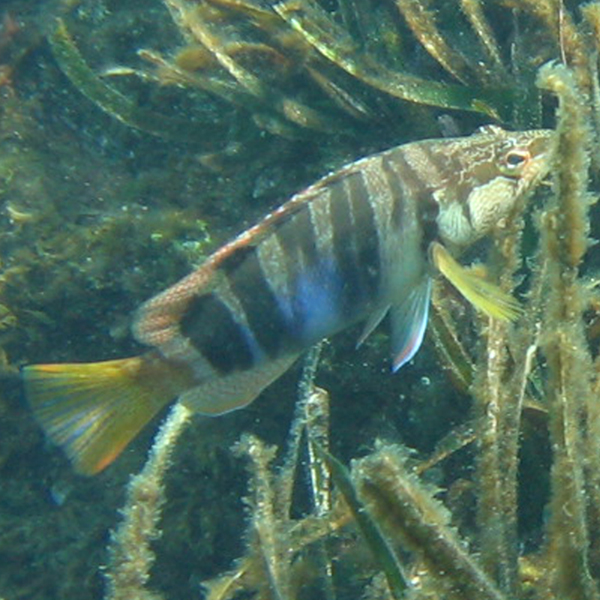
Vaca (Serranus scriba)

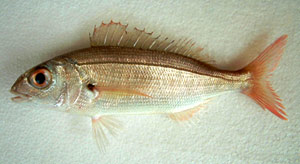
Besuc (Pagellus acarne)

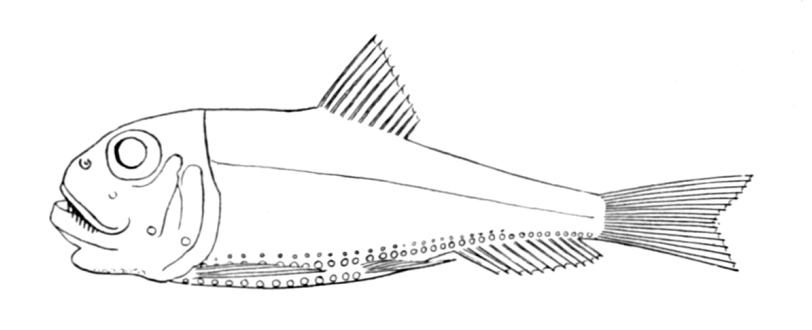
Ichthyococcus ovatus

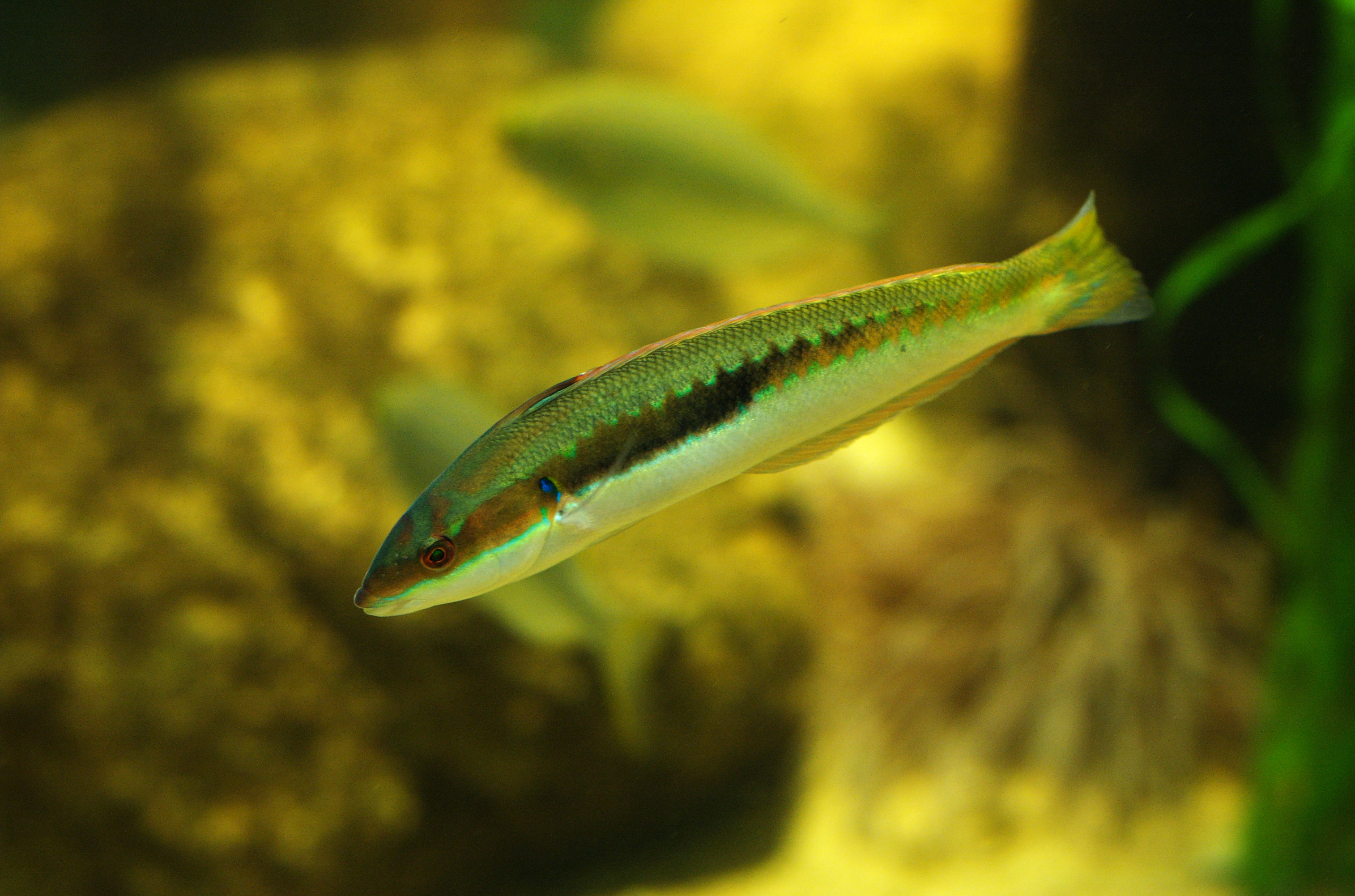
Femella de donzella (Coris julis)

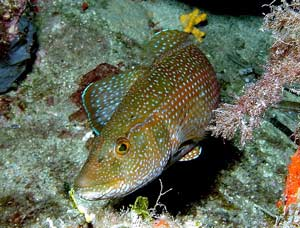
Grívia (Labrus viridis)

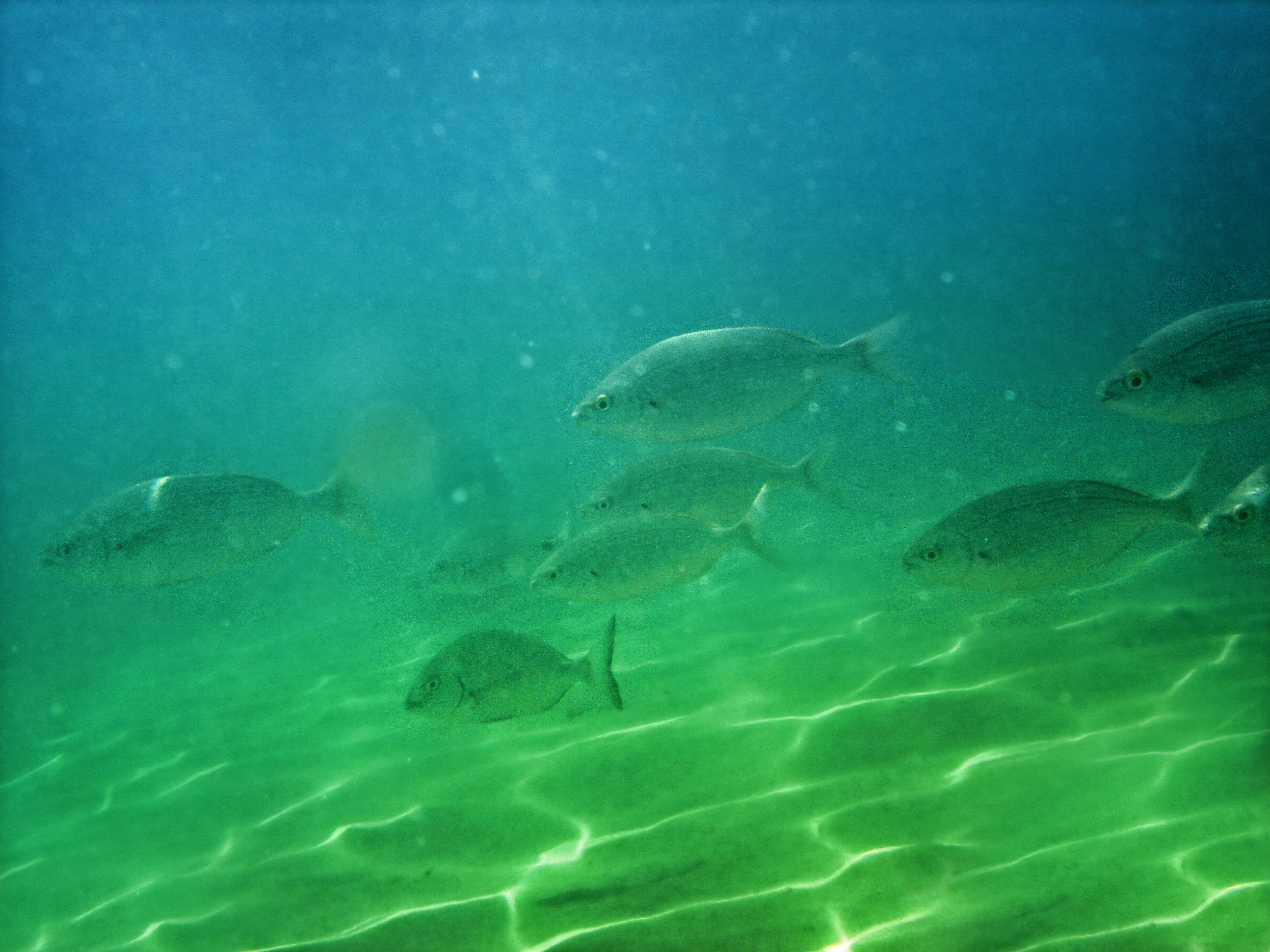
Mola de roncadors (Pomadasys incisus)

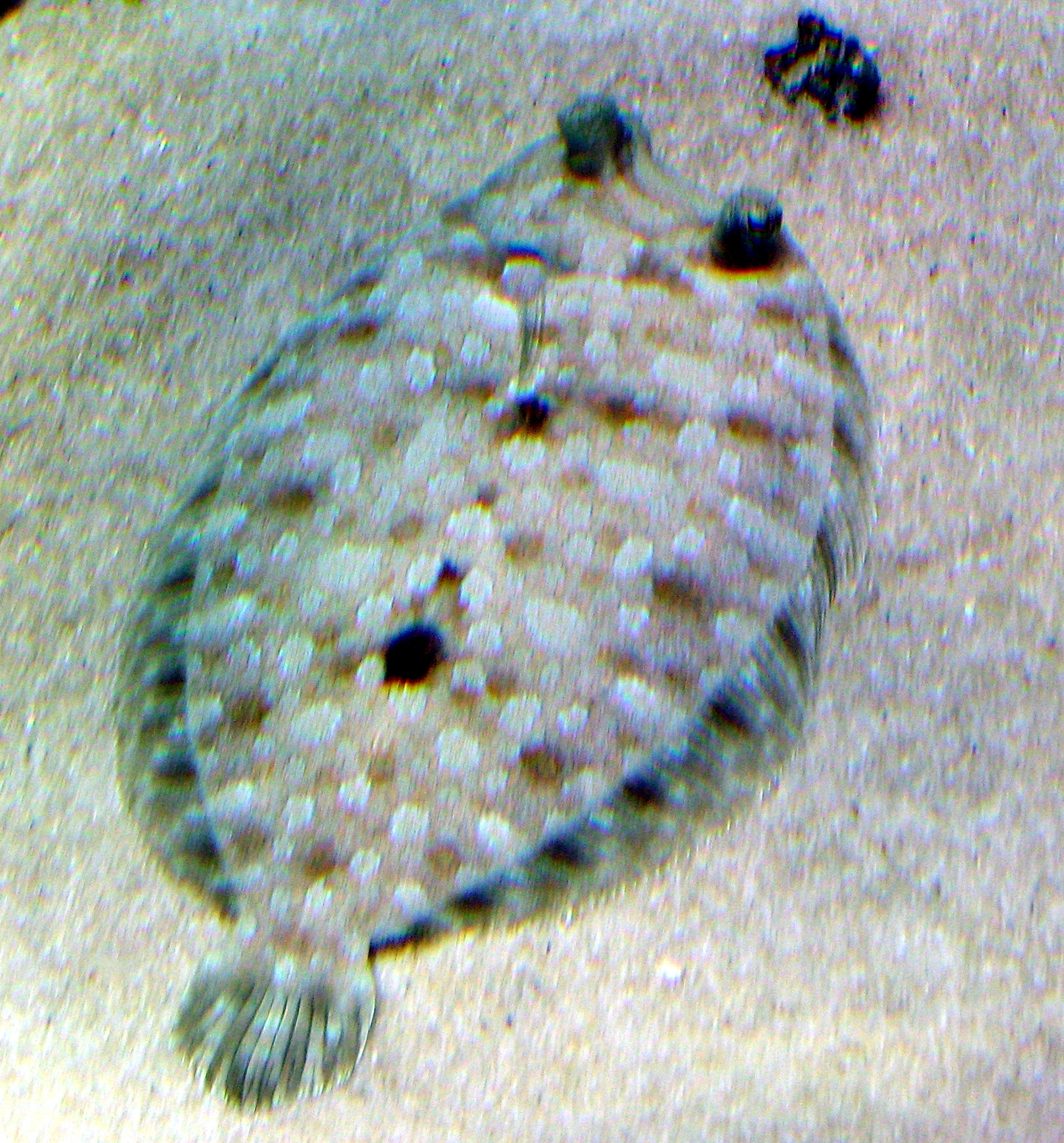
Pedaç (Bothus podas)

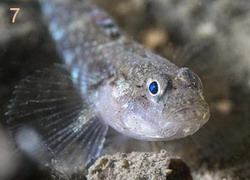
Buenia affinis

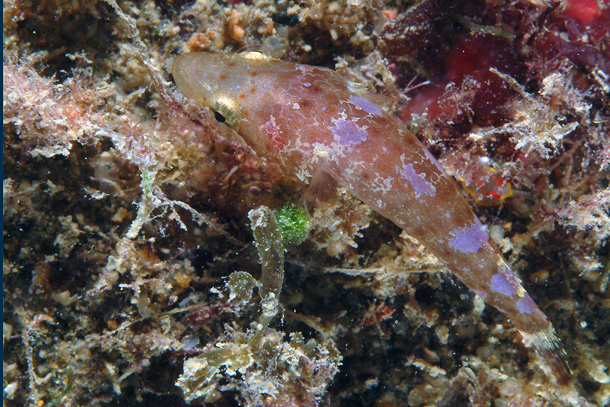
Apletodon incognitus

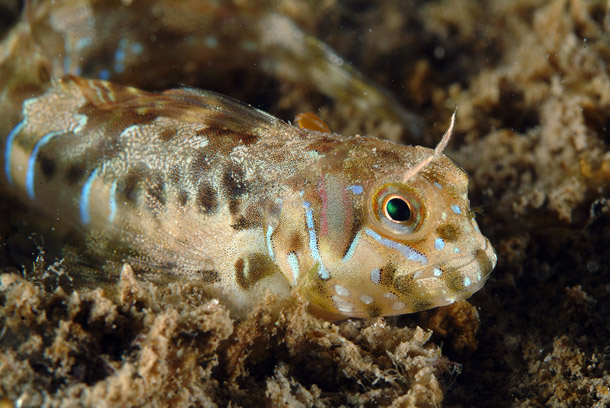
Aidablennius sphynx

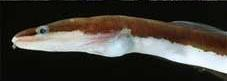
Chlopsis bicolor

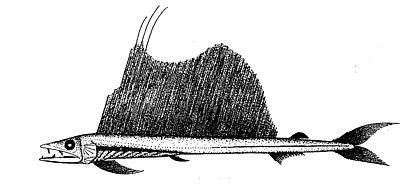
Alepisaurus ferox

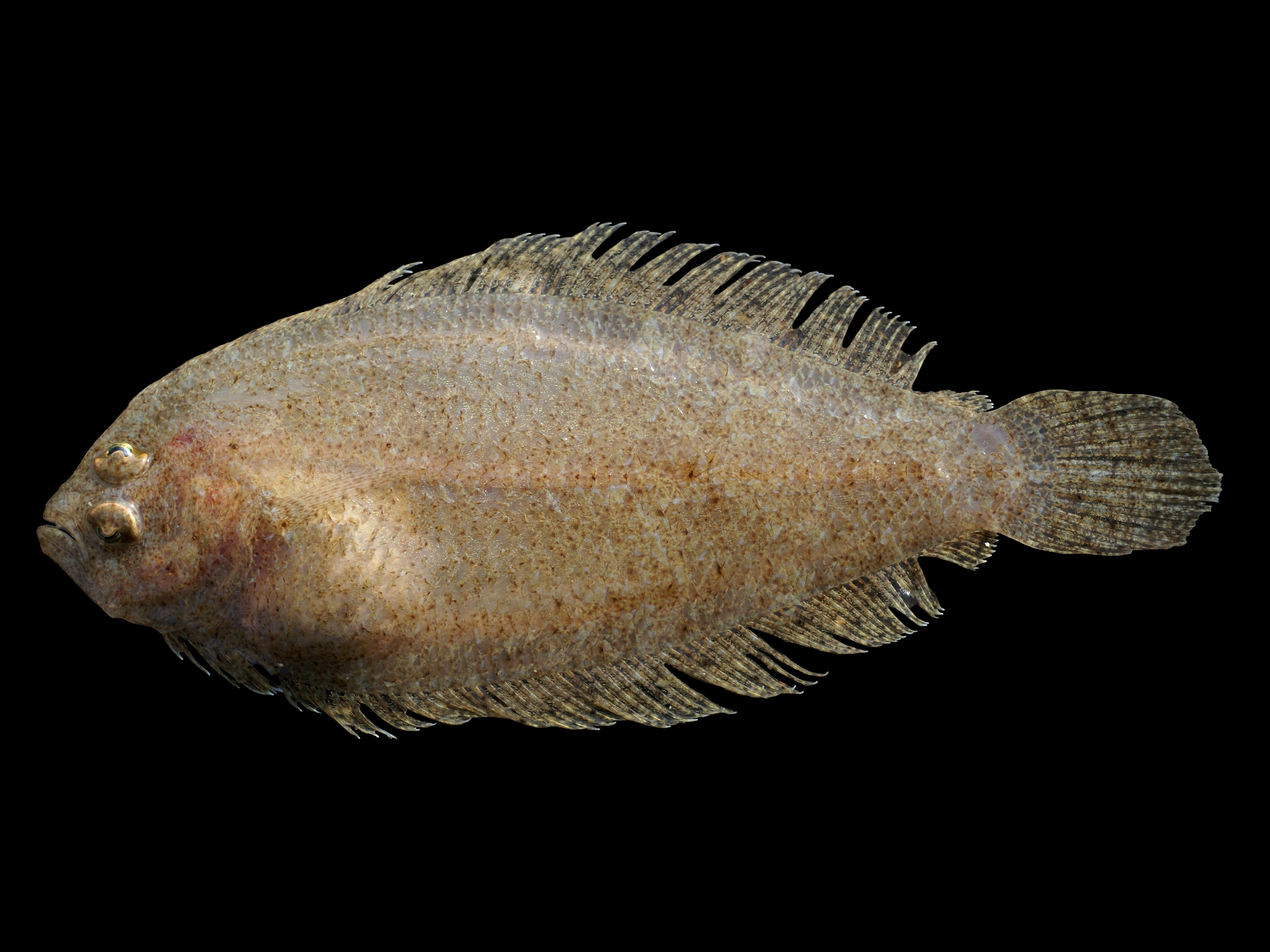
Peluda vera (Arnoglossus laterna)

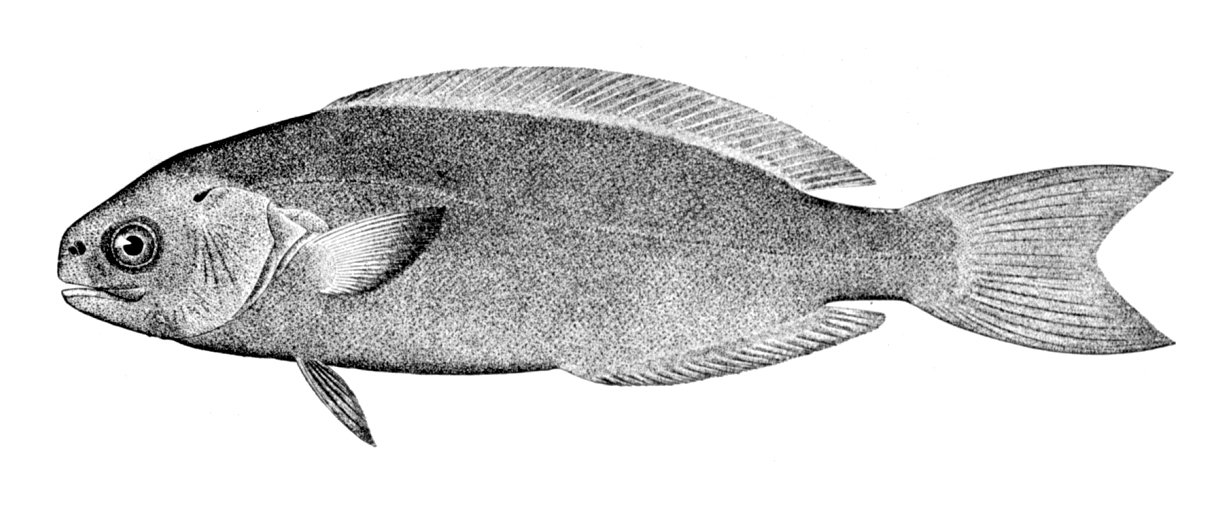
Pàmpol ver (Centrolophus niger)

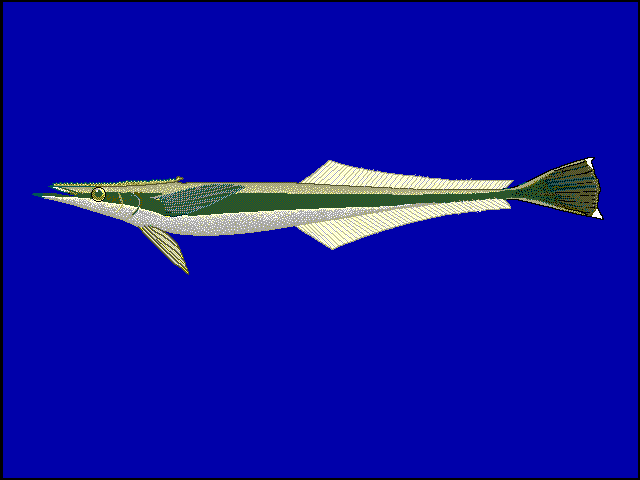
Echeneis naucrates

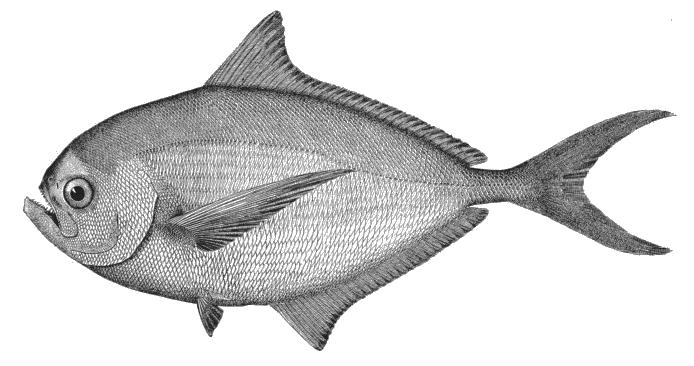
Castanyola (Brama brama)

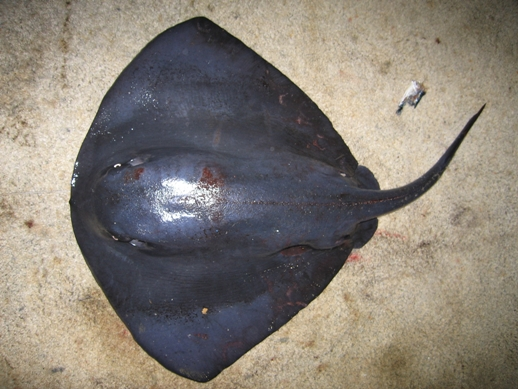
Escurçana violeta (Dasyatis violacea)

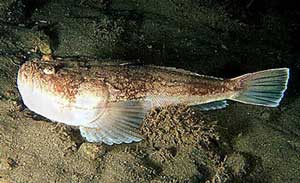
Rata (Uranoscopus scaber)

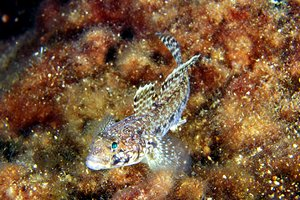
Cabot d'arena (Gobius geniporus)

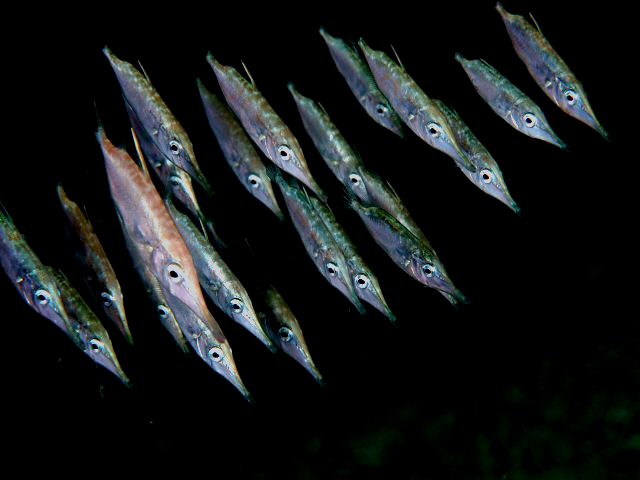
Mola de trompeters (Macroramphosus scolopax)

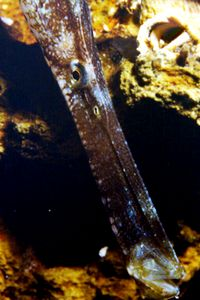
Serpentí (Syngnathus typhle)

Aquesta llista de peixos de la mar Mediterrània inclou les 712 espècies de peixos que es poden trobar a la mar Mediterrània ordenades per l'ordre alfabètic de llur nom científic.

## A
- Abudefduf saxatilis
- Abudefduf vaigiensis
- Acanthocybium solandri
- Acantholabrus palloni
- Acanthostracion notacanthus
- Acanthostracion quadricornis
- Acanthurus monroviae
- Acipenser naccarii
- Acipenser stellatus
- Acipenser sturio
- Aidablennius sphynx
- Alectis alexandrinus
- Alepes djedaba
- Alepisaurus ferox
- Alepocephalus rostratus
- Alopias superciliosus
- Alopias vulpinus
- Alosa agone
- Alosa alosa
- Alosa fallax
- Ammodytes tobianus
- Anarchias euryurus
- Anguilla anguilla
- Anthias anthias
- Aphanius dispar dispar
- Aphanius fasciatus
- Aphanius iberus
- Aphia minuta
- Apletodon dentatus
- Apletodon incognitus
- Apletodon microcephalus
- Apogon imberbis
- Apogon nigripinnis
- Apogon pharaonis
- Apogon taeniatus
- Apterichtus anguiformis
- Apterichtus caecus
- Arctozenus risso
- Argentina sphyraena
- Argyropelecus hemigymnus
- Argyropelecus olfersii
- Argyrosomus regius
- Ariosoma balearicum
- Arius parkii
- Arnoglossus grohmanni
- Arnoglossus imperialis
- Arnoglossus kessleri
- Arnoglossus laterna
- Arnoglossus rueppelii
- Arnoglossus thori
- Arothron hispidus
- Aspitrigla cuculus
- Atherina boyeri
- Atherina hepsetus
- Atherina presbyter
- Atherinomorus lacunosus
- Aulopus filamentosus
- Auxis rochei rochei
- Auxis thazard thazard

## B
- Balistes capriscus
- Bathophilus nigerrimus
- Bathophilus vaillanti
- Bathygobius soporator
- Bathypterois dubius
- Bathypterois grallator
- Bathysaurus mollis
- Bathysolea profundicola
- Bellottia apoda
- Belone belone
- Belone svetovidovi
- Benthocometes robustus
- Benthophilus stellatus
- Benthosema glaciale
- Beryx decadactylus
- Beryx splendens
- Blennius ocellaris
- Boops boops
- Borostomias antarcticus
- Bothus podas
- Brama brama
- Bregmaceros atlanticus
- Buenia affinis
- Buenia jeffreysii
- Buglossidium luteum

## C
- Callanthias ruber
- Callionymus fasciatus
- Callionymus filamentosus
- Callionymus lyra
- Callionymus maculatus
- Callionymus pusillus
- Callionymus reticulatus
- Callionymus risso
- Campogramma glaycos
- Capros aper
- Caranx crysos
- Caranx hippos
- Caranx rhonchus
- Carapus acus
- Carcharhinus altimus
- Carcharhinus brachyurus
- Carcharhinus brevipinna
- Carcharhinus falciformis
- Carcharhinus limbatus
- Carcharhinus longimanus
- Carcharhinus melanopterus
- Carcharhinus obscurus
- Carcharhinus plumbeus
- Carcharias taurus
- Carcharodon carcharias
- Cataetyx alleni
- Cataetyx laticeps
- Centracanthus cirrus
- Centrolabrus exoletus
- Centrolabrus trutta
- Centrolophus niger
- Centrophorus granulosus
- Centroscymnus coelolepis
- Cepola macrophthalma
- Ceratoscopelus maderensis
- Cetorhinus maximus
- Chaetodon hoefleri
- Chaetodon melannotus
- Chauliodus sloani
- Chaunax pictus
- Chaunax suttkusi
- Cheilopogon exsiliens
- Cheilopogon heterurus
- Chelidonichthys lucerna
- Chelidonichthys obscurus
- Chelon labrosus
- Chimaera monstrosa
- Chlopsis bicolor
- Chlorophthalmus agassizi
- Chromis chromis
- Chromis viridis
- Chromogobius quadrivittatus
- Chromogobius zebratus
- Citharus linguatula
- Clinitrachus argentatus
- Coelorinchus caelorhincus
- Coelorinchus occa
- Conger conger
- Corcyrogobius liechtensteini
- Coregonus lavaretus
- Coris julis
- Coryogalops ochetica
- Coryphaena equiselis
- Coryphaena hippurus
- Coryphaenoides guentheri
- Coryphaenoides mediterraneus
- Coryphoblennius galerita
- Crenidens crenidens
- Crystallogobius linearis
- Ctenolabrus rupestris
- Cubiceps capensis
- Cubiceps gracilis
- Cyclichthys spilostylus
- Cyclothone braueri
- Cyclothone microdon
- Cyclothone pygmaea
- Cynoglossus sinusarabici
- Cynoponticus ferox

## D
- Dactylopterus volitans
- Dalatias licha
- Dalophis imberbis
- Dasyatis centroura
- Dasyatis chrysonota
- Dasyatis marmorata
- Dasyatis pastinaca
- Dasyatis tortonesei
- Decapterus macarellus
- Decapterus punctatus
- Decapterus russelli
- Deltentosteus collonianus
- Deltentosteus quadrimaculatus
- Dentex dentex
- Dentex gibbosus, corcovada
- Dentex macrophthalmus
- Dentex maroccanus
- Diaphus holti
- Diaphus metopoclampus
- Diaphus rafinesquii
- Dicentrarchus labrax
- Dicentrarchus punctatus
- Dicologlossa cuneata
- Dicologlossa hexophthalma
- Didogobius bentuvii
- Didogobius schlieweni
- Didogobius splechtnai
- Diodon hystrix
- Diogenichthys atlanticus
- Diplecogaster bimaculata bimaculata
- Diplodus annularis
- Diplodus bellottii
- Diplodus cervinus cervinus
- Diplodus puntazzo
- Diplodus sargus sargus
- Diplodus vulgaris
- Dipturus batis
- Dipturus oxyrinchus
- Dussumieria acuta
- Dussumieria elopsoides
- Dysomma brevirostre

## E
- Echelus myrus
- Echeneis naucrates
- Echiichthys vipera
- Echinorhinus brucus
- Echiodon dentatus
- Echiodon drummondii
- Elagatis bipinnulata
- Electrona risso
- Enchelycore anatina
- Engraulis encrasicolus
- Entelurus aequoreus
- Ephippion guttifer
- Epigonus constanciae
- Epigonus denticulatus
- Epigonus telescopus
- Epinephelus aeneus
- Epinephelus caninus
- Epinephelus coioides
- Epinephelus costae
- Epinephelus haifensis
- Epinephelus malabaricus
- Epinephelus marginatus
- Epinephelus tauvina
- Equulites klunzingeri
- Eretmophorus kleinenbergi
- Etmopterus spinax
- Etrumeus teres
- Eutelichthys leptochirus
- Euthynnus alletteratus
- Eutrigla gurnardus
- Evermannella balbo
- Exocoetus obtusirostris
- Exocoetus volitans

## F
- Facciolella oxyrhyncha
- Favonigobius melanobranchus
- Fistularia commersonii
- Fistularia petimba

## G
- Gadella maraldi
- Gadiculus argenteus argenteus
- Gaidropsarus biscayensis
- Gaidropsarus granti
- Gaidropsarus mediterraneus
- Gaidropsarus vulgaris
- Galeocerdo cuvier
- Galeoides decadactylus
- Galeorhinus galeus
- Galeus atlanticus
- Galeus melastomus
- Gammogobius steinitzi
- Gasterosteus aculeatus aculeatus
- Gephyroberyx darwinii
- Glaucostegus halavi
- Glossanodon leioglossus
- Gnathophis mystax
- Gobius ater
- Gobius auratus
- Gobius bucchichi
- Gobius cobitis
- Gobius couchi
- Gobius cruentatus
- Gobius fallax
- Gobius geniporus
- Gobius kolombatovici
- Gobius niger
- Gobius paganellus
- Gobius roulei
- Gobius strictus
- Gobius vittatus
- Gobius xanthocephalus
- Gobiusculus flavescens
- Gonichthys cocco
- Gonostoma denudatum
- Gouania willdenowi
- Grammonus ater
- Guttigadus latifrons
- Gymnammodytes cicerelus
- Gymnammodytes semisquamatus
- Gymnothorax unicolor
- Gymnura altavela

## H
- Halobatrachus didactylus
- Halosaurus ovenii
- Helicolenus dactylopterus dactylopterus
- Hemiramphus far
- Heptranchias perlo
- Herklotsichthys punctatus
- Hexanchus griseus
- Hexanchus nakamurai
- Himantura uarnak
- Hippocampus fuscus
- Hippocampus guttulatus
- Hippocampus hippocampus
- Hirundichthys rondeletii
- Hirundichthys speculiger
- Hoplostethus mediterraneus mediterraneus
- Huso huso
- Hygophum benoiti
- Hygophum hygomii
- Hymenocephalus italicus
- Hyperoglyphe perciformis
- Hypleurochilus bananensis
- Hyporhamphus affinis
- Hyporhamphus picarti

## I
- Ichthyococcus ovatus
- Istiophorus albicans
- Istiophorus platypterus
- Isurus oxyrinchus

## K
- Katsuwonus pelamis
- Knipowitschia caucasica
- Knipowitschia panizzae
- Kyphosus sectator

## L
- Labrus bergylta
- Labrus merula
- Labrus mixtus
- Labrus viridis
- Lactophrys trigonus
- Lagocephalus lagocephalus lagocephalus
- Lagocephalus sceleratus
- Lagocephalus spadiceus
- Lagocephalus suezensis
- Lamna nasus
- Lampanyctus crocodilus
- Lampanyctus pusillus
- Lampetra fluviatilis
- Lampris guttatus
- Lappanella fasciata
- Lebetus guilleti
- Lepadogaster candolii
- Lepadogaster lepadogaster
- Lepadogaster purpurea
- Lepidion guentheri
- Lepidion lepidion
- Lepidopus caudatus
- Lepidorhombus boscii
- Lepidorhombus whiffiagonis
- Lepidotrigla cavillone
- Lepidotrigla dieuzeidei
- Lestidiops jayakari jayakari
- Lestidiops jayakari pseudosphyraenoides
- Lestidiops sphyrenoides
- Lestidium atlanticum
- Lesueurigobius friesii
- Lesueurigobius sanzi
- Lesueurigobius suerii
- Leucoraja circularis
- Leucoraja fullonica
- Leucoraja melitensis
- Leucoraja naevus
- Lichia amia
- Lipophrys adriaticus
- Lipophrys canevae
- Lipophrys dalmatinus
- Lipophrys nigriceps
- Lipophrys pholis
- Lithognathus mormyrus
- Liza aurata
- Liza carinata
- Liza ramada
- Liza saliens
- Lobianchia dofleini
- Lobianchia gemellarii
- Lobotes surinamensis
- Lophius budegassa
- Lophius piscatorius
- Lophotus lacepede
- Lutjanus argentimaculatus
- Luvarus imperialis

## M
- Macroramphosus scolopax
- Makaira indica
- Makaira nigricans
- Maurolicus muelleri
- Melanostigma atlanticum
- Merlangius merlangus
- Merluccius merluccius
- Microchirus azevia
- Microchirus boscanion
- Microchirus ocellatus
- Microchirus variegatus
- Microichthys coccoi
- Microichthys sanzoi
- Micromesistius poutassou
- Microstoma microstoma
- Millerigobius macrocephalus
- Minyichthys sentus
- Mobula mobular
- Mola mola
- Molva dypterygia
- Molva macrophthalma
- Molva molva
- Monochirus hispidus
- Monotaxis grandoculis
- Mora moro
- Mugil cephalus
- Mugil soiuy
- Mullus barbatus barbatus
- Mullus surmuletus
- Muraena helena
- Muraenesox cinereus
- Mustelus asterias
- Mustelus mustelus
- Mustelus punctulatus
- Mycteroperca rubra
- Myctophum punctatum
- Myliobatis aquila
- Myrichthys colubrinus
- Mystriophis crosnieri
- Myxine glutinosa

## N
- Nansenia iberica
- Nansenia oblita
- Naucrates ductor
- Nemichthys scolopaceus
- Nemipterus japonicus
- Nerophis lumbriciformis
- Nerophis maculatus
- Nerophis ophidion
- Nettastoma melanurum
- Netuma thalassina
- Nezumia aequalis
- Nezumia sclerorhynchus
- Notacanthus bonaparte
- Notoscopelus bolini
- Notoscopelus elongatus
- Notoscopelus kroyeri

## O
- Oblada melanura
- Odondebuenia balearica
- Odontaspis ferox
- Oedalechilus labeo
- Opeatogenys gracilis
- Ophichthus ophis
- Ophichthus rufus
- Ophidion barbatum
- Ophidion rochei
- Ophisurus serpens
- Orcynopsis unicolor
- Oxynotus centrina
- Oxyurichthys papuensis

## P
- Pagellus acarne
- Pagellus bellottii
- Pagellus bogaraveo
- Pagellus erythrinus
- Pagrus auriga
- Pagrus caeruleostictus
- Pagrus pagrus
- Pampus argenteus
- Panturichthys fowleri
- Papilloculiceps longiceps
- Parablennius gattorugine
- Parablennius incognitus
- Parablennius pilicornis
- Parablennius rouxi
- Parablennius sanguinolentus
- Parablennius tentacularis
- Parablennius zvonimiri
- Paralepis coregonoides
- Paralepis speciosa
- Paraliparis murieli
- Paralipophrys trigloides
- Parapristipoma humile
- Parapristipoma octolineatum
- Paratrachichthys sajademalensis
- Parexocoetus mento
- Parophidion vassali
- Parupeneus forsskali
- Pegusa impar
- Pegusa lascaris
- Pelates quadrilineatus
- Pempheris vanicolensis
- Peristedion cataphractum
- Petromyzon marinus
- Petroscirtes ancylodon
- Phycis blennoides
- Phycis phycis
- Physiculus dalwigki
- Pisodonophis semicinctus
- Platichthys flesus
- Platycephalus indicus
- Plectorhinchus mediterraneus
- Pleuronectes platessa
- Plotosus lineatus
- Polyacanthonotus rissoanus
- Polyprion americanus
- Pomadasys incisus
- Pomadasys stridens
- Pomatomus saltatrix
- Pomatoschistus bathi
- Pomatoschistus canestrinii
- Pomatoschistus knerii
- Pomatoschistus marmoratus
- Pomatoschistus microps
- Pomatoschistus minutus
- Pomatoschistus norvegicus
- Pomatoschistus pictus
- Pomatoschistus quagga
- Pomatoschistus tortonesei
- Pontinus kuhlii
- Priacanthus arenatus
- Priacanthus hamrur
- Prionace glauca
- Pristis pectinata
- Pristis pristis
- Psenes pellucidus
- Psetta maeotica
- Psetta maxima
- Pseudaphya ferreri
- Pseudocaranx dentex
- Pseudupeneus prayensis
- Pteragogus pelycus
- Pterois miles
- Pteromylaeus bovinus
- Pteroplatytrygon violacea

## R
- Rachycentron canadum
- Raja africana
- Raja asterias
- Raja brachyura
- Raja clavata
- Raja miraletus
- Raja montagui
- Raja polystigma
- Raja radula
- Raja rondeleti
- Raja undulata
- Ranzania laevis
- Rastrelliger kanagurta
- Regalecus glesne
- Remora australis
- Remora brachyptera
- Remora osteochir
- Remora remora
- Rhabdosargus haffara
- Rhinobatos cemiculus
- Rhinobatos rhinobatos
- Rhinoptera marginata
- Rhynchoconger trewavasae
- Rhynchogadus hepaticus
- Rostroraja alba
- Ruvettus pretiosus

## S
- Salaria basilisca
- Salaria pavo
- Salmo salar
- Salmo trutta trutta
- Salvelinus alpinus alpinus
- Salvelinus fontinalis
- Sarda sarda
- Sardina pilchardus
- Sardinella aurita
- Sardinella maderensis
- Sargocentron praslin
- Sargocentron rubrum
- Sarpa salpa
- Saurenchelys cancrivora
- Saurida undosquamis
- Scartella cristata
- Scarus ghobban
- Schedophilus medusophagus
- Schedophilus ovalis
- Sciaena umbra
- Sciaenops ocellatus
- Scomber colias
- Scomber japonicus
- Scomber scombrus
- Scomberesox saurus saurus
- Scomberomorus commerson
- Scomberomorus tritor
- Scophthalmus rhombus
- Scorpaena azorica
- Scorpaena elongata
- Scorpaena loppei
- Scorpaena maderensis
- Scorpaena notata
- Scorpaena porcus
- Scorpaena scrofa
- Scorpaena stephanica
- Scorpaenodes arenai
- Scyliorhinus canicula
- Scyliorhinus stellaris
- Sebastapistes mauritiana
- Seriola carpenteri
- Seriola dumerili
- Seriola fasciata
- Serranus atricauda
- Serranus cabrilla
- Serranus hepatus
- Serranus scriba
- Serrivomer brevidentatus
- Siganus luridus
- Siganus rivulatus
- Silhouettea aegyptia
- Sillago sihama
- Solea aegyptiaca
- Solea senegalensis
- Solea solea
- Somniosus rostratus
- Sorsogona prionota
- Sparisoma cretense
- Sparus aurata
- Speleogobius trigloides
- Sphoeroides pachygaster
- Sphyraena chrysotaenia
- Sphyraena flavicauda
- Sphyraena obtusata
- Sphyraena pinguis
- Sphyraena sphyraena
- Sphyraena viridensis
- Sphyrna lewini
- Sphyrna mokarran
- Sphyrna tudes
- Sphyrna zygaena
- Spicara maena
- Spicara smaris
- Spondyliosoma cantharus
- Spratelloides delicatulus
- Sprattus sprattus sprattus
- Squalus acanthias
- Squalus blainville
- Squalus megalops
- Squalus uyato
- Squatina aculeata
- Squatina oculata
- Squatina squatina
- Stephanolepis diaspros
- Stomias boa boa
- Stromateus fiatola
- Sudis hyalina
- Symbolophorus veranyi
- Symphodus bailloni
- Symphodus cinereus
- Symphodus doderleini
- Symphodus mediterraneus
- Symphodus melanocercus
- Symphodus melops
- Symphodus ocellatus
- Symphodus roissali
- Symphodus rostratus
- Symphodus tinca
- Symphurus ligulatus
- Symphurus nigrescens
- Synagrops japonicus
- Synaptura lusitanica lusitanica
- Synapturichthys kleinii
- Synchiropus phaeton
- Syngnathus abaster
- Syngnathus acus
- Syngnathus phlegon
- Syngnathus rostellatus
- Syngnathus taenionotus
- Syngnathus tenuirostris
- Syngnathus typhle
- Synodus saurus

## T
- Taeniura grabata
- Taurulus bubalis
- Terapon puta
- Tetragonurus cuvieri
- Tetrapturus albidus
- Tetrapturus belone
- Tetrapturus georgii
- Tetrosomus gibbosus
- Thalassoma pavo
- Thorogobius ephippiatus
- Thorogobius macrolepis
- Thunnus alalunga
- Thunnus thynnus
- Thymallus thymallus
- Torpedo fuscomaculata
- Torpedo marmorata
- Torpedo nobiliana
- Torpedo torpedo
- Torquigener flavimaculosus
- Trachinotus ovatus
- Trachinus araneus
- Trachinus draco
- Trachinus radiatus
- Trachipterus arcticus
- Trachipterus trachypterus
- Trachurus mediterraneus
- Trachurus picturatus
- Trachurus trachurus
- Trachyrincus scabrus
- Trachyscorpia cristulata echinata
- Trichiurus lepturus
- Trigla lyra
- Trigloporus lastoviza
- Tripterygion delaisi
- Tripterygion melanurum
- Tripterygion tripteronotus
- Trisopterus luscus
- Trisopterus minutus
- Tylosurus acus acus
- Tylosurus acus imperialis
- Tylosurus choram

## U
- Umbrina canariensis
- Umbrina cirrosa
- Umbrina ronchus
- Upeneus asymmetricus
- Upeneus moluccensis
- Upeneus pori
- Uranoscopus scaber
- Urogymnus asperrimus

## V
- Valenciennellus tripunctulatus
- Vanneaugobius dollfusi
- Vanneaugobius pruvoti
- Vinciguerria attenuata
- Vinciguerria poweriae

## X
- Xiphias gladius
- Xyrichtys novacula

## Z
- Zebrus zebrus
- Zeugopterus punctatus
- Zeugopterus regius
- Zeus faber
- Zosterisessor ophiocephalus
- Zu cristatus[1]